# Leucospermum
Leucospermum is een geslacht van groenblijvende, rechtopstaande, soms kruipende struiken dat behoort tot de familie Proteaceae, met achtenveertig beschreven soorten. De soorten zijn goed herkenbaar als Leucospermum aan de lange uitstekende stijlen met een verdikte punt, die samen de bloemenkop het uiterlijk geven van een speldenkussen. De gebruikelijke namen voor de soorten in dit geslacht zijn 'speldekussing' en 'luisiesbos' in het Afrikaans en 'pincushion' of 'lousebush' in het Engels. Leucospermum-soorten zijn te vinden in Zuid-Afrika, Swaziland, Zimbabwe en Mozambique.
De struiken hebben meestal een enkele stam aan hun basis, maar sommige soorten groeien uit een ondergrondse wortelstok, vanwaaruit de plant weer kan uitgroeien als de bovengrondse biomassa is afgebrand.
Een grotere groep soorten is voor het overleven van branden afhankelijk van de zaden. Bij alle soorten worden zaden verzameld door mieren, die deze meenemen naar hun ondergrondse nesten om zich te voeden met hun mierenbroodje (een zaadverspreidingsstrategie die bekend staat als myrmecochorie). Dit zorgt ervoor dat de zaden niet verbranden.
Leucospermum-soorten hebben meestal zittende, enkelvoudig, meestal leerachtige, vaak zacht harige, verspreide bladeren, met een gave bladrand of vaker, met 3-17 stompe tanden met verdikte, benige punten en zonder steunblaadjes aan hun voet.
De bloemen staan met vele samen in hoofdjes met aan de onder- of buitenkant een omwindsel van schutbladen. De tweeslachtige bloemen zelf staan op een gemeenschappelijke bloembodem die cilindrisch, kegelvormig of vlak kan zijn en hebben een schutblaadje aan hun basis. De bloemen hebben een bloemdek dat behaard is aan de buitenkant, vooral aan de top, en bestaat uit vier bloemdekbladen die onderaan zijn samengegroeid tot een buis. Meestal zijn de vier helmknoppen elk direct vergroeid met de toppen van de vrije delen van de lobben van het bloemdek, en slechts bij een paar soorten is er een zeer korte helmdraad aanwezig, die verder naar beneden niet meer van de bloemblaadjes te onderscheiden is.
Nog in de knop, wordt het stuifmeel overgedragen van de helmknoppen naar de "pollenpresentator", een verdikking aan het uiteinde van de stijl. Als de knop zich gaat openen groeit de stijl aanzienlijk en scheurt door naden tussen de twee bloemdeklobben die van het midden van de bloemhoofd afgekeerd zijn. De bloemdeklobben blijven alle vier aan elkaar vastgemaakt, of met drie of de vier vrije lobben krullen allemaal afzonderlijk terug naar de bloembuis (zoals deksel van een sardineblikje). Het bovenstandig vruchtbeginsel bestaat uit één vruchtblad en bevat één enkele zaadknop, en wordt omringd door vier kleine schubben. De vrucht is een eivormige of bijna bolvormige noot.

## Beschrijving

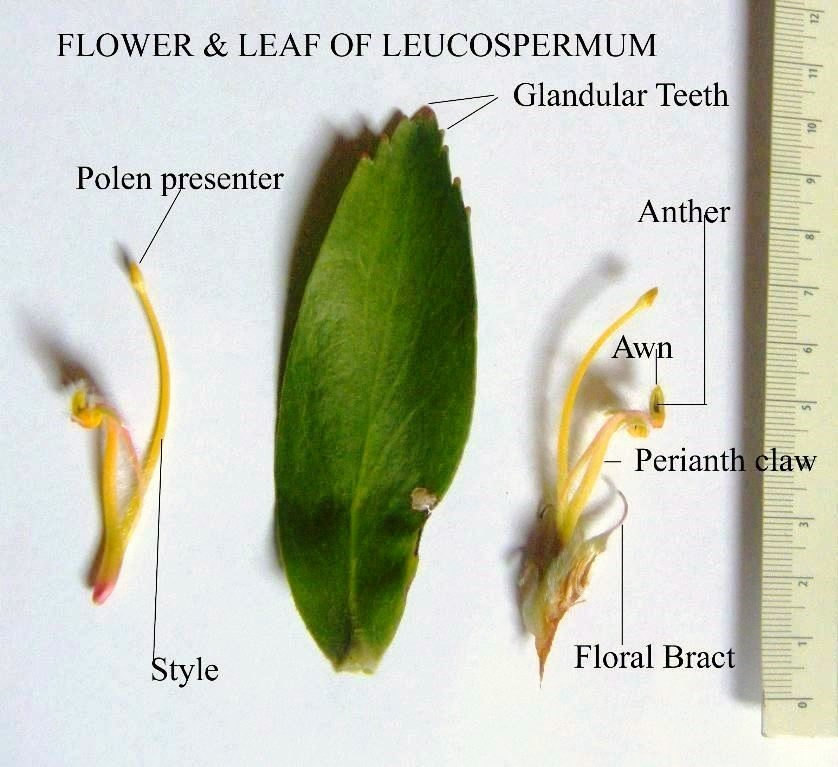
Morfologie van bloem en blad

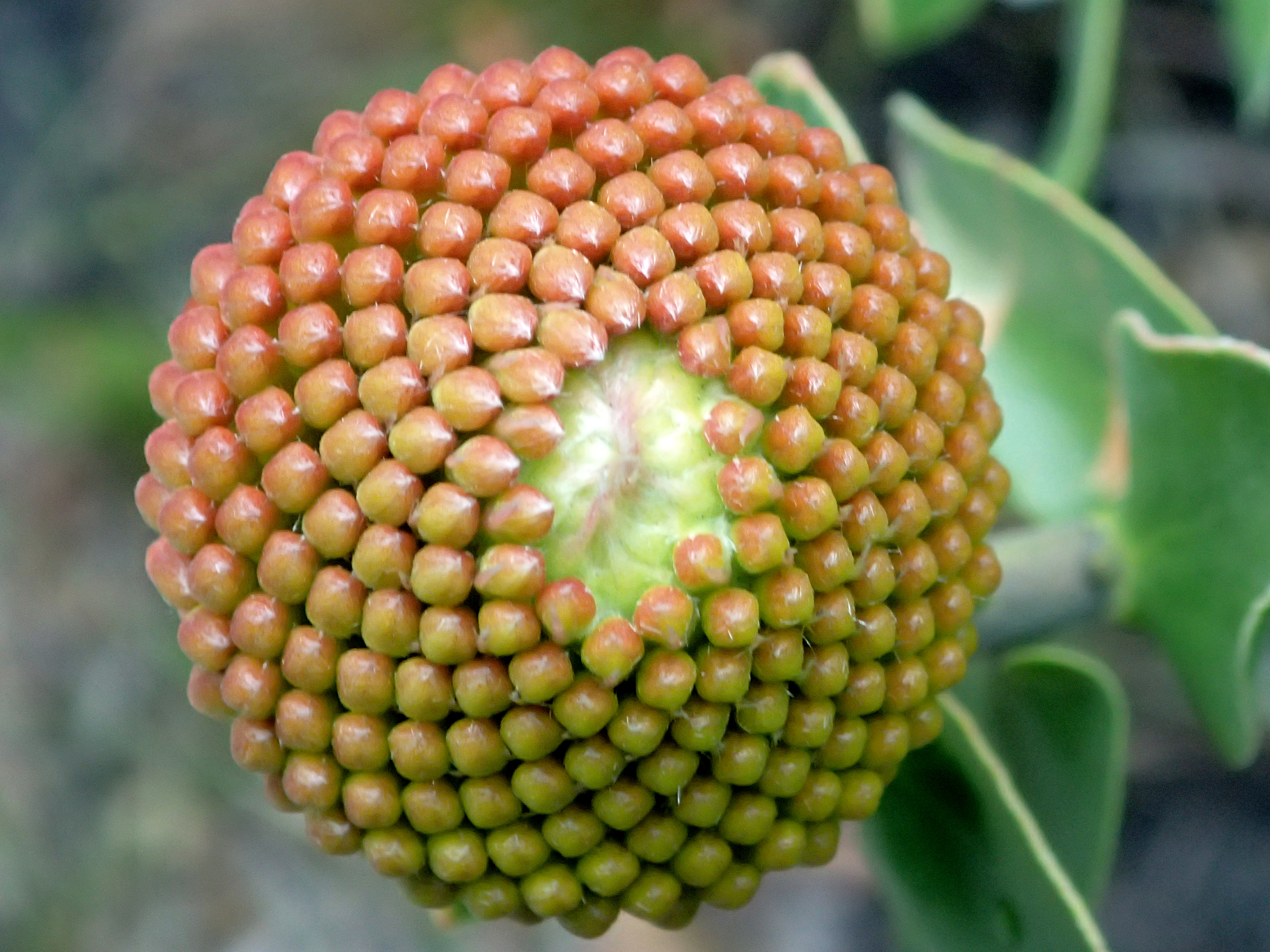
De positie van de bloemknoppen op de bloembodem gezien van boven

De meeste speldenkussens zijn rechtopstaande struiken of zelfs kleine bomen van 1–5 m hoog, die meestal één enkele hoofdstam hebben. Sommige soorten hebben echter alleen kruipende takken en kunnen lage matten vormen, met een diameter van 1–5 m. Nog een andere reeks soorten produceert verschillende stengels direct uit een wortelstok in de grond. Dit is een belangrijk kenmerk om onderscheid te maken tussen sommige soorten. Herbarium exemplaren van L. pedunculatum en L. prostratum kunnen moeilijk te onderscheiden zijn, maar hoewel beide soorten kruipers zijn, verschilt de groeivorm in het veld aanzienlijk. Bij L. pedunculatum ontwikkelen zich veel horizontaal uitspreidende takken vanaf een hoofdstam die tot ongeveer 30 cm hoog kan worden, terwijl bij L. prostratum de takken uit een ondergrondse houtige wortelstok komen. De bladeren staan verspreid langs de stengel geplaatst, onderling op afstand en enigszins naar de punt van de tak wijzend of dakpansgewijs overlappend, meestal zonder, soms met een bladsteel, maar altijd zonder steunblaadjes aan de voet, tussen 1½ en 14 cm lang en lijnvormig, elliptisch, ovaal, spadevormig, (omgekeerd) lancetvormig of eivormig, met een gave rand of met maximaal 17 tanden nabij de top, kaal of met een laagje zachte, geronkelde eencellige haren, soms afgewisseld met langere rechte zijdeachtige haren.
De bloemhoofden zitten of hebben een korte steel, en groeien individueel in soorten met grote hoofden of met twee tot tien samen in soorten met kleinere hoofden, in de oksels van de bladeren dicht bij het einde van de takken. De algemene vorm is een al of niet afgeplatte bol, ei of kegel van 2–15 cm in diameter. De positie niet aan het absolute uiteinde van de takken helpt om Leucospermum te onderscheiden van verwante geslachten zoals Diastella, terwijl de meer dan één hoofd per tak helpt om de secties Diastelloides en Hamatum van de andere secties te onderscheiden. De omwindselbladen zijn in verse exemplaren groen, soms rood, of grijsbehaard, en onopvallend. Ze kunnen verschillende vormen hebben, zoals lijn- of eivormig, met een spitse of toegespitste top. Bij het grootste deel van de soorten hebben de omwindselbladen een taaie rubberachtige consistentie en zijn ze meestal zacht behaard, overlappend en strak tegen de bloemhoofd gedrukt. L. parile, L. tottum en L. vestitum hebben daarentegen dunne, papierachtige omwindsels. De gemeenschappelijke bloembasis varieert aanzienlijk in vorm van soort tot soort. Hij kan plat, bolvormig, puntig, conisch of stomp cilindrisch zijn. Dit kenmerk kan het best worden gezien door een bloemkop in de lengte in twee gelijke helften te snijden.
De individuele bloemen zijn ingesloten door een bracteool die wollig is aan de voet en zacht behaard of kaal in de buurt van de punt. Soms groeit deze terwijl de bloem in bloei staat en wordt uiteindelijk houtachtig. Nog steeds in de knop is het bloemdek een buis met een lengte van 1½-5½ cm lang. Tijdens de bloei is het bloemdek geel, oranje, karmozijnrood, roze of wit van kleur, recht of vaak gebogen naar het midden van het bloemhoofd. Het bloemdek bestaat uit vier bloemdekbladen die onderaan zijn vergroeid tot een buis van 3–10 mm lang met een gelijkblijvende breedte of verwijdend naar te bovenkant van de buis, maar er zijn ook een enkele soorten waar de bovenkant is opgeblazen, zoals in L. utriculosum, L. hamatum en L. harpagonatum. Boven de buis blijven vaak drie lobben over de gehele lengte van het bloemdek vergroeid, terwijl de lob die naar de rand van de bloemkop is gekeerd vrij is. In het allerbovenste deel kunnen deze drie vergroeid zijn of alle vier, maar in de sectie  Diastelloidea  zijn alle vier de lobben vrij boven de buis en gekruld naar achteren waardoor een vierdelige rand rond de bovenkant van de buis wordt gevormd. De helmknoppen verschillen weinig tussen soorten Leucospermum en zijn meestal vergroeid met de bovenste delen van de lobben van het bloemdek, en helmdraden kunnen niet worden onderscheiden, maar de soorten uit de sectie Brevifilamentum hebben helmdraden van 1-1⅛ mm waarmee helmknoppen op de lobben staan ingeplant. De knoppen worden open gescheurd langs een naad die van het midden van de bloemhoofd af ligt, door de stijl die snel in lengte groeit en uiteindelijk een lengte van 1–8 cm bereikt, 1–2 mm dik is, vaak smaller dichter bij de top of draadvormig, recht of met boog maakt naar het midden van het bloemhoofd, meestal identiek gekleurd als het bloemdek. Het einde van de stijl is (soms slechts in geringe mate) verdikt en draagt het stuifmeel dat daarheen wordt overgebracht net voordat de knop open scheurt. Er is een aanzienlijke morfologische variatie in deze zogenaamde pollen-presentator tussen soorten. De pollen-presentator kan cilindrisch, ovaal of conisch van vorm zijn, al dan niet gespleten in twee lobben nabij de punt of schuin. De punt bevat een groef die functioneert als het stigma dat centraal of schuin is georiënteerd. Het fijn poederachtige vruchtbeginsel is 1–2 mm lang en verandert geleidelijk in de stijlbasis. Het bestaat uit één vruchtblad en bevat een enkel hangend zaadknop. Aan de basis van vruchtbeginsel bevinden zich vier lijn- of priemvormige schubben van 1–4 mm, die een grote hoeveelheid nectar afscheiden.
Het ovale tot bolvormige nootje is 4–8 mm lang, met een breed litteken waar het was bevestigd, kaal of met een fijne poederige beharing en deels bedekt met een bleek mierenbroodje.
De zestien Leucospermum-soorten die zijn geanalyseerd, zijn alle diploïden met twaalf sets homologe chromosomen (2n = 24), hetgeen consistent is met de rest van de onderfamilie Proteinae.

### Verschillen met verwante geslachten
Leucospermum verschilt van geslachten als Protea, Leucadendron, Mimetes, Diastella, Paranomus, Serruria en Orothamnus doordat de bloemkoppen in de oksel van de bladeren zitten (hoewel vaak heel dicht bij de punt van de tak), kleine en onopvallende schutbladen hebben die het hoofdje ondersteunen, felgekleurde stijlen hebben die recht zijn of naar het midden van het bloemhoofd buigen en zich ver buiten het bloemdek uitstrekken, waardoor het bloemhoofd het uiterlijk heeft van een speldenkussen en de grote nootachtige vruchten die bedekt met een bleke en zachte laag die mieren aantrekt. De stijl breekt uit de knop aan de kant die naar de rand van het hoofd toe is gekeerd, en de bloemdeklobben kunnen afzonderlijk terugrollen, met een afzonderlijk en drie samen terug krullen, of alle vier samen.

### Secties
Momenteel is het geslacht onderverdeeld in negen secties op basis van morfologische overeenkomsten en verschillen.

#### Brevifilamentum
De zes soorten van de sectie Brevifilamentum hebben allemaal een kenmerk dat uniek is in het geslacht Leucospermum: de helmknoppen staan op een korte helmdraad van 1-1½ mm lang waarmee de helmknoppen aan het bloemdek vergroeid. In alle andere secties zijn de helmknoppen direct vergroeid met het bovenste deel van de bloemdeklobben. De gemeenschappelijke bloembodem, zoals goed te zien is door een bloemhoofd in de lengte door te snijden, is zeer smal conisch met een scherpe punt. De pollen-presentator is eivormig, schuin eivormig of hoefvormig.

#### Cardinistyle
De zes soorten die zijn toegewezen aan de sectie Cardinistyle zijn allemaal grote, rechtopstaande struiken, met slechts één hoofdstam. De gemeenschappelijke bloembasis is een smalle kegel met een puntige top. De bloemen hebben een lengte van 5½-8 cm, en knikken naar beneden bewegen als de bloemen opengaan. Ze hebben een smalle pollen-presentator die eindigt in een scherpe top. L. reflexum heeft ovale of smal ovale grijze, vettige bladeren van 2-5½ cm lang en ½-1⅓ cm breed. Het bloemdek is geel of scharlaken en 4–5 cm lang en heeft een stijl die naar recht beneden wijst wanneer de bloem open is.

#### Conocarpodendron
De drie soorten en een ondersoort van de sectie Conocarpodendron zijn kleine bomen van maximaal 4 m hoog met een enkele stam. De gemeenschappelijke bloembasis is conisch of smal conisch met een puntige top. De stijlen zijn 5–6 cm lang en eindigen in een smalle conische pollen-presentator met een puntige top. De schutbladen die de bloemhoofdjes ondersteunen zijn puntig en soms iets haakvormig.

#### Crassicaudex
De vier soorten die aan de sectie Crassicaudex hebben allemaal een cilindervormige gemeenschappelijke bloembodem. Het zijn allemaal rechtopstaande struiken met verschillende hoofdstelen die omhoog komen vanuit een ondergrondse houtige wortelstok. Hierdoor zijn de soorten zeer vuurbestendig. De bladeren zijn wigvormig. Alle drie soorten die buiten de Kaap voorkomen, horen tot deze sectie.

#### Crinitae
De vier soorten van de sectie Crinitae zijn rechtopstaand of spreidende heesters. De gemeenschappelijke bloembodem is altijd vlak en heeft een diameter van 2–4 cm, en vormt zo komvormige bloemhoofdjes. De lobben van het bloemdek krullen niet zoals gebruikelijk na de bloei terug. De stijlen zijn draadachtig en de bloemen veranderen opvallend van kleur bij het ouder worden. L. saxatile is een kruiper met 2–5 mm (0.079-0.197 in) brede en limoengroene bloemen. L. gracile is ook een spreidende struik met 2–5 mm brede bladeren, maar de bloemen zijn geel. L. oleifolium heeft bladeren van 10–85 mm breed, die meestal gaafrandig zijn, maar soms maximaal vijf tanden hebben, en met bloemen die aanvankelijk lichtgeel zijn, maar uiteindelijk karmozijnrood worden. L. mundii is een rechtopstaande struik met twee verschillende populaties, één met bladeren van 10–85 mm breed met 7–17 tanden aan het uiteinde, bloemen lichtgeel veroudering tot oranje.

#### Diastelloidea
De soorten van de sectie Diastelloidea kunnen rechtopstaande, spreidende of kruipende struiken zijn, die meestal spitse bladeren hebben zonder tanden aan de punt. De bloemhoofdjes zijn klein en bolvormig, meestal met twee tot zes bij elkaar, heel dicht bij de punt van de takken, en 1–3 cm in diameter. De gemeenschappelijke bloembodem is nooit plat. De stijl is 1-2½ cm lang, bekroond door een knotsvormige, cilindrische of afgerond conische pollen-presentator. De kleur van de bloem verandert bij het ouder worden, van crème tot roze of van geel naar oranje. Alle vier bloemdeklobben krullen afzonderlijk terug om vier kleine rolletjes rond de basis van de stijl te vormen, en deze opgerolde lobben zouden lijken op luizen. Vandaar de Afrikaanse naam luisbossie.

#### Hamatum
De twee soorten van de sectie Hamatum zijn kruipende, mat-vormende soorten met stijve, smalle, rechtopstaande bladeren met tussen vier en twaalf bloemen in één krans. De periantbuizen zijn opgeblazen naar het bovenste uiteinde en de stijlen zijn bezet door zeer kleine tanden gericht naar de basis, sterk gebogen naar het midden van het hoofd, waardoor de kop doet denken aan een enterhaak. L. hamatum heeft lijnvormige bladeren meestal met drie tanden in de buurt van de punt, een slecht ontwikkeld of afwezig omwindsel, maar vier of vijf zeer grote schutbladen vormen een pseudo-omwindsel vormen, met de vier tot zeven bloemen per hoofd. Het bloemdek is haarloos. L. harpagonatum heeft hele smalle lijnvormige bladeren, een goed ontwikkelde omwindsel bestaande uit 25-35 schutbladen, acht tot zelden twaalf bloemen per hoofd, de bloembuizen zijn dicht wollig in het bovenste gedeelte.

#### Leucospermum
De soorten die zijn toegewezen aan de sectie Leucospermum kunnen zowel rechtopstaande, spreidende als kruipende struiken zijn, en de bladeren variëren van lijn- tot ei- en wigvormig, maar ze hebben allemaal dicht behaarde bladeren, zelfs als ze oud zijn. De bloemknop is meestal recht, heeft altijd met een zoete geur en is helder geel gekleurd. In de open bloem blijven de drie bloemdeklobben aan de kant van het midden van het bloemhoofd samen, terwijl de resterende lob vrij is. De pollen-presentator op de punt van de stijl is cilindrisch of knotsvormig.

#### Tumiditubus
De acht soorten die zijn toegewezen aan de sectie Tumiditubus zijn rechtopstaande of spreidende struiken met een centrale stam. Ze hebben allemaal een conische of breed conische gemeenschappelijke bloembasis. Het onderste, volledig versmolten deel van de bloem (buis genaamd) is aan de basis smal en wordt breder naar boven, om uiteindelijk plots weer te versmallen.

## Taxonomie

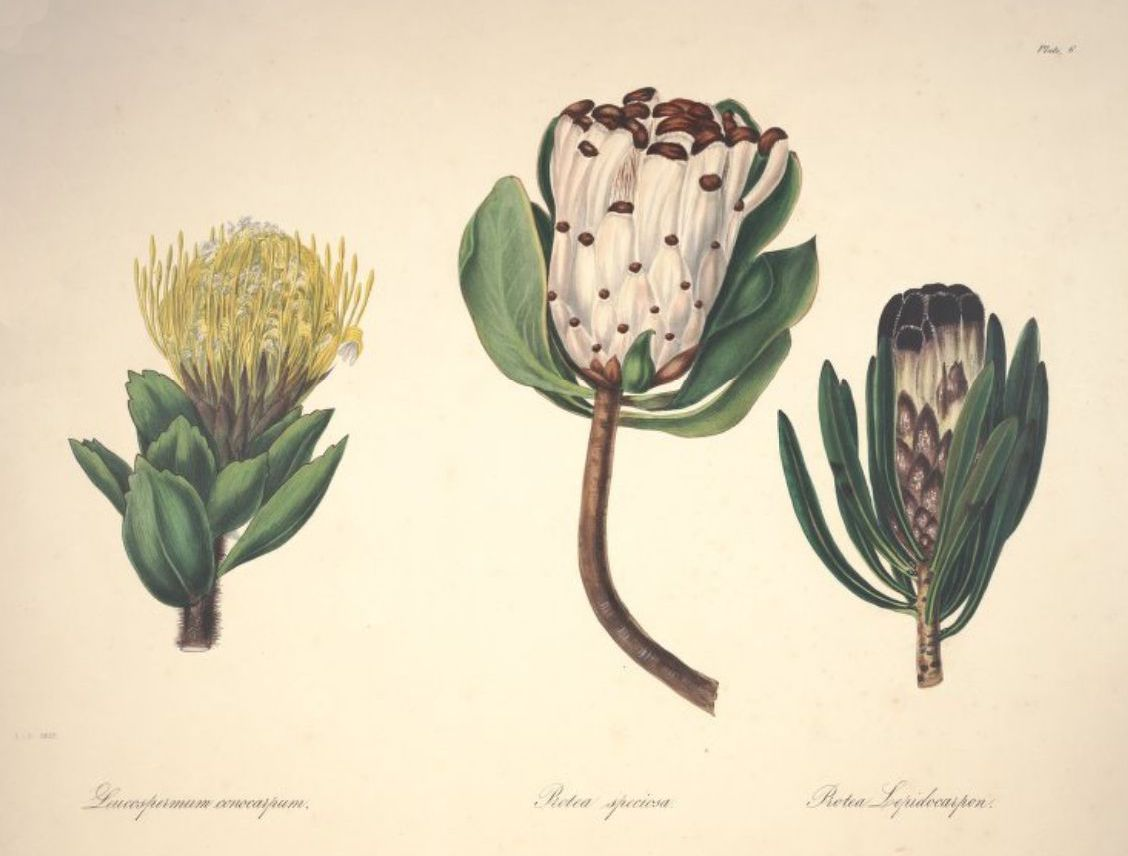
Vroege ets van Leucospermum conocarpodendron (links) en twee Protea soorten door Arabella Elizabeth Roupell

De vroegst bekende beschrijving van een soort die we nu tot het geslacht Leucospermum' rekenen, was van Paul Hermann in de Paradisus Batavus, een boek dat de planten in de toenmalige collectie beschrijft van de Hortus botanicus Leiden, dat postuum werd gepubliceerd in 1689, drie jaar na zijn dood. Hij noemde de plant Salix conophora Africana (Afrikaanse kegel-dragende wilg), gebaseerd op zijn waarneming van Leucospermum conocarpodendron op de lagere hellingen van de Tafelberg. In de volgende zes decennia werden verschillende andere beschrijvingen gepubliceerd, zoals door Leonard Plukenet, James Petiver, John Ray en Herman Boerhaave. De namen die gepubliceerd zijn vóór 1753, het jaar dat werd gekozen als startpunt voor de binominale nomenclatuur voorgesteld door Carl Linnaeus, zijn niet geldig.
De eerste geldige namen werden datzelfde jaar al gemaakt met de publicatie van de eerste editie van Species plantarum, met de beschrijving van twee soorten, Leucadendron conocarpodendron en Leucadendron hypophyllocarpodendron (nu Leucospermum conocarpodendron en L. hypophyllocarpodendron) door Linnaeus. In 1763 beschreef Michel Adanson ook verschillende Proteaceae-soorten, en deed dit onder de geslachtsnamen Lepidocarpus en Conocarpus. Vier andere soorten werden beschreven door Linnaeus, Protea pubera en P. totta in 1771 (nu L. calligerum en L. tottum), Peter Jonas Bergius, Leucadendron oleaefolium in 1766 (nu Leucospermum oleifolium) en Nicolaas Laurens Burman, Leucadendron cuneiforme (nu Leucospermum cuneiforme), voordat Carl Peter Thunberg in 1781 een herziening publiceerde die negen soorten bevat die nu in Leucospermum zijn opgenomen, waaronder Protea heterophylla en P. tomentosa (nu L. heterophyllum en L. tomentosum). Verdere soorten werden toegevoegd door Jean-Baptiste Lamarck: Protea vestita in 1792 (nu L. vestitum), Thunberg, P. prostrata in 1794 (nu L. prostratum), Henry Charles Andrews, Protea formosa in 1798 (nu L. formosum), en P. candicans in 1803 (nu Leucospermum rodolentum), een later homoniem van P. candicans Thunb. 1800 (nu Paranomus candicans), en in The Paradisus Londinensis door botanische illustrator William Jackson Hooker en botanicus Richard Anthony Salisbury, Leucadendrum grandiflorum in 1808 (nu Leucospermum grandiflorum).
Joseph Knight publiceerde in 1809 het boek On the cultivation of the plants to the natural order of Proteeae, dat een uitgebreide herziening van de Proteaceae bevatte, toegeschreven aan Salisbury. Salisbury heeft vierentwintig soorten geplaatst in zijn nieuwe geslacht Leucadendrum, met als nieuwkomers Leucadendrum cordifolium, Leucadendrum gracile, Leucadendrum parile, Leucadendrum royenaefolium, Leucadendrum saxatile en Leucadendrum truncatulum, die nu allemaal zijn opgenomen in Leucospermum met dezelfde soortaanduiding. Er wordt verondersteld dat Salisbury zijn recensie had gebaseerd op een concept dat hij had bestudeerd van een document getiteld On the natural order of plants called Proteaceae dat Robert Brown in 1810 zou publiceren. Brown noemde echter het geslacht Leucospermum, onderscheidde achttien soorten en maakte de nieuwe combinaties Leucospermum lineare en L. spathulatum. De namen van Salisbury werden genegeerd door collega's ten gunste van de namen die Brown had gecreëerd, en dit werd geformaliseerd in 1900 toen Leucospermum prioriteit kreeg boven Leucadendrum.
Johann Friedrich Klotzsch beschreef L. pedunculatum in 1845. Carl Meissner, die in 1856 een gedeelte over de Proteaceae bijdroeg aan de serie Prodromus Systematis Naturalis Regni Vegetabilis van De Candolle, erkende drieëntwintig soorten, waaronder zeven nieuwe: L. gueinzii, L. mundii, L. reflexum, L. oleaefolium var. brownii (nu L. bolusii), L. zeyheri var. truncatum (nu L. truncatum), L. attenuatum var. praemorsum en var. ambiguum (nu L. praemorsum en L. erubescens). Otto Kuntze reviseerde het geslacht in 1891 en noemde het Leucadendron, een homoniem van een naam die al in 1753 door Linnaeus werd gebruikt voor een andere groep Proteaceae, die afzonderlijke mannelijke en vrouwelijke planten hebben en zeer grote schutbladen. Edwin Percy Phillips beschreven L. glabrum en L. muirii in 1910, Spencer Le Marchant Moore portretteerde L. saxosum in 1911, terwijl Otto Stapf L. gerrardii in 1912 toevoegde. In 1912 reviseerden Phillips en Otto Stapf Leucospermum en erkend eenendertig soorten. Naderhand beschreef Phillips L. cordatum (1923) en L. patersonii (1928). Robert Harold Compton voegde L. wittebergense in 1931 toe en L. catherinae in 1933. Dit werd gevolgd door L. arenarium door Hedley Brian Rycroft in 1959. John Patrick Rourke onderscheidde in 1970 zevenenveertig soorten, waarvan acht nieuw voor de wetenschap: L. erubescens, L. fulgens, L. innovans, L. pluridens, L. praecox, L. profugum, L. secundifolium en L. utriculosum. In 1978 voegde hij daar de pas ontdekte L. winteri aan toe, L. hamatum in 1983, en L. harpagonatum in 1994. Rourke heeft in 1970 verschillende secties opgericht, waaronder Xericola, waaraan hij L. alpinum heeft toegewezen, inclusief ondersoort amoenum, L. obtusum met inbegrip van een subspecies albomontanum, evenals L. secundiflorum. In 1984 richtte hij een nieuw geslacht Vexatorella op waarheen hij deze taxa verplaatste, met uitzondering van L. secundiflorum, die hij opnam in de sectie Diastelloidea.
De naam van het geslacht Leucospermum is samengesteld uit de Griekse woorden λευκός (leukos) wat "wit" betekent, en σπέρμα (sperma) wat "zaad" betekent, dus "wit zaad", wat een verwijzing is naar het bleke mierenbroodje rond de zaden. In het Engels zijn de planten bekend als pincushion.

### Verwantschap
Vergelijking van homoloog DNA heeft het inzicht in de verwantschappen tussen de Proteaceae vergroot. Leucospermum behoort tot een groep die verder alleen uit genera bestaat die endemisch zijn voor de Floraregio van de Kaap, die samen de subtribus Leucadendrinae vormen. Leucospermum is het meest verwant met Mimetes, dat echter alleen monofyletisch is als zowel Diastella als Orothamnus erin zouden worden opgenomen. Een subgroep van Paranomus, Vexatorella, Sorocephalus en Spatalla is de zustergroep van de subgroep Leucospermum-Mimetes. De volgende boom vertegenwoordigt deze inzichten.
|  | Leucospermum                     |
|  |                                  |
|  | Mimetes, Diastella en Orothamnus |
|  |                                  |

|  | Vexatorella |
|  |             |
|  | Paranomus   |
|  |             |

|  | Sorocephalus |
|  |              |
|  | Spatalla     |
|  |              |

|  | Vexatorella |
|  |             |
|  | Paranomus   |
|  |             |

|  | Sorocephalus |
|  |              |
|  | Spatalla     |
|  |              |

|  | Leucospermum                     |
|  |                                  |
|  | Mimetes, Diastella en Orothamnus |
|  |                                  |

|  | Vexatorella |
|  |             |
|  | Paranomus   |
|  |             |

|  | Sorocephalus |
|  |              |
|  | Spatalla     |
|  |              |

|  | Vexatorella |
|  |             |
|  | Paranomus   |
|  |             |

|  | Sorocephalus |
|  |              |
|  | Spatalla     |
|  |              |

|  | Leucospermum                     |
|  |                                  |
|  | Mimetes, Diastella en Orothamnus |
|  |                                  |

|  | Vexatorella |
|  |             |
|  | Paranomus   |
|  |             |

|  | Sorocephalus |
|  |              |
|  | Spatalla     |
|  |              |

|  | Vexatorella |
|  |             |
|  | Paranomus   |
|  |             |

|  | Sorocephalus |
|  |              |
|  | Spatalla     |
|  |              |

|  | Leucospermum                     |
|  |                                  |
|  | Mimetes, Diastella en Orothamnus |
|  |                                  |

|  | Vexatorella |
|  |             |
|  | Paranomus   |
|  |             |

|  | Sorocephalus |
|  |              |
|  | Spatalla     |
|  |              |

|  | Vexatorella |
|  |             |
|  | Paranomus   |
|  |             |

|  | Sorocephalus |
|  |              |
|  | Spatalla     |
|  |              |

|  | Leucospermum                     |
|  |                                  |
|  | Mimetes, Diastella en Orothamnus |
|  |                                  |

|  | Vexatorella |
|  |             |
|  | Paranomus   |
|  |             |

|  | Sorocephalus |
|  |              |
|  | Spatalla     |
|  |              |

|  | Vexatorella |
|  |             |
|  | Paranomus   |
|  |             |

|  | Sorocephalus |
|  |              |
|  | Spatalla     |
|  |              |

|  | Leucospermum                     |
|  |                                  |
|  | Mimetes, Diastella en Orothamnus |
|  |                                  |

|  | Vexatorella |
|  |             |
|  | Paranomus   |
|  |             |

|  | Sorocephalus |
|  |              |
|  | Spatalla     |
|  |              |

|  | Vexatorella |
|  |             |
|  | Paranomus   |
|  |             |

|  | Sorocephalus |
|  |              |
|  | Spatalla     |
|  |              |

|  | Leucospermum                     |
|  |                                  |
|  | Mimetes, Diastella en Orothamnus |
|  |                                  |

|  | Vexatorella |
|  |             |
|  | Paranomus   |
|  |             |

|  | Sorocephalus |
|  |              |
|  | Spatalla     |
|  |              |

|  | Vexatorella |
|  |             |
|  | Paranomus   |
|  |             |

|  | Sorocephalus |
|  |              |
|  | Spatalla     |
|  |              |

|  | Leucospermum                     |
|  |                                  |
|  | Mimetes, Diastella en Orothamnus |
|  |                                  |

|  | Vexatorella |
|  |             |
|  | Paranomus   |
|  |             |

|  | Sorocephalus |
|  |              |
|  | Spatalla     |
|  |              |

|  | Vexatorella |
|  |             |
|  | Paranomus   |
|  |             |

|  | Sorocephalus |
|  |              |
|  | Spatalla     |
|  |              |

### Onderverdeling
Het geslacht Leucospermum is verdeeld in negen groepen, secties genaamd. Dit zijn Brevifilamentum, Cardinistyle, Conocarpodendron, Crassicaudex, Crinitae (synoniem Diastella Meisn. Non (Salisb.) Endl.), Diastelloidea, Hamatum, Leucospermum (synoniem Hypophylloidea) en Timiditubus.
De volgende taxa worden toegewezen aan de betreffende secties.
- Brevifilamentum: L. vestitum (type), L. cordatum, L. cordifolium, L. lineare, L. patersonii, L. tottum
- Cardinistyle: L. formosum (type), L. catherinae, L. grandiflorum, L. gueinzii, L. praemorsum, L. reflexum
- Conocarpodendron: L. conocarpodendron (type), L. glabrum, L. pluridens
- Crassicaudex: L. cuneiforme (type), L. gerrardii, L. innovans, L. saxosum
- Crinitae: L. oleifolium (type), L. gracile, L. mundii, L. saxatile
- Diastelloidea: L. calligerum (type), L. bolusii, L. heterophyllum, L. pedunculatum, L. prostratum, L. royenifolium, L. secundifolium, L. truncatulum, L. winteri, L. wittebergense
- Hamatum: L. hamatum (type), L. harpagonatum
- Leucospermum: L. hypophyllocarpodendron (type), L. arenarium, L. parile, L. rodolentum, L. tomentosum
- Tumiditubus: L. praecox (type), L. erubescens, L. fulgens, L. muirii, L. profugum, L. spathulatum, L. truncatum, L. utriculosum

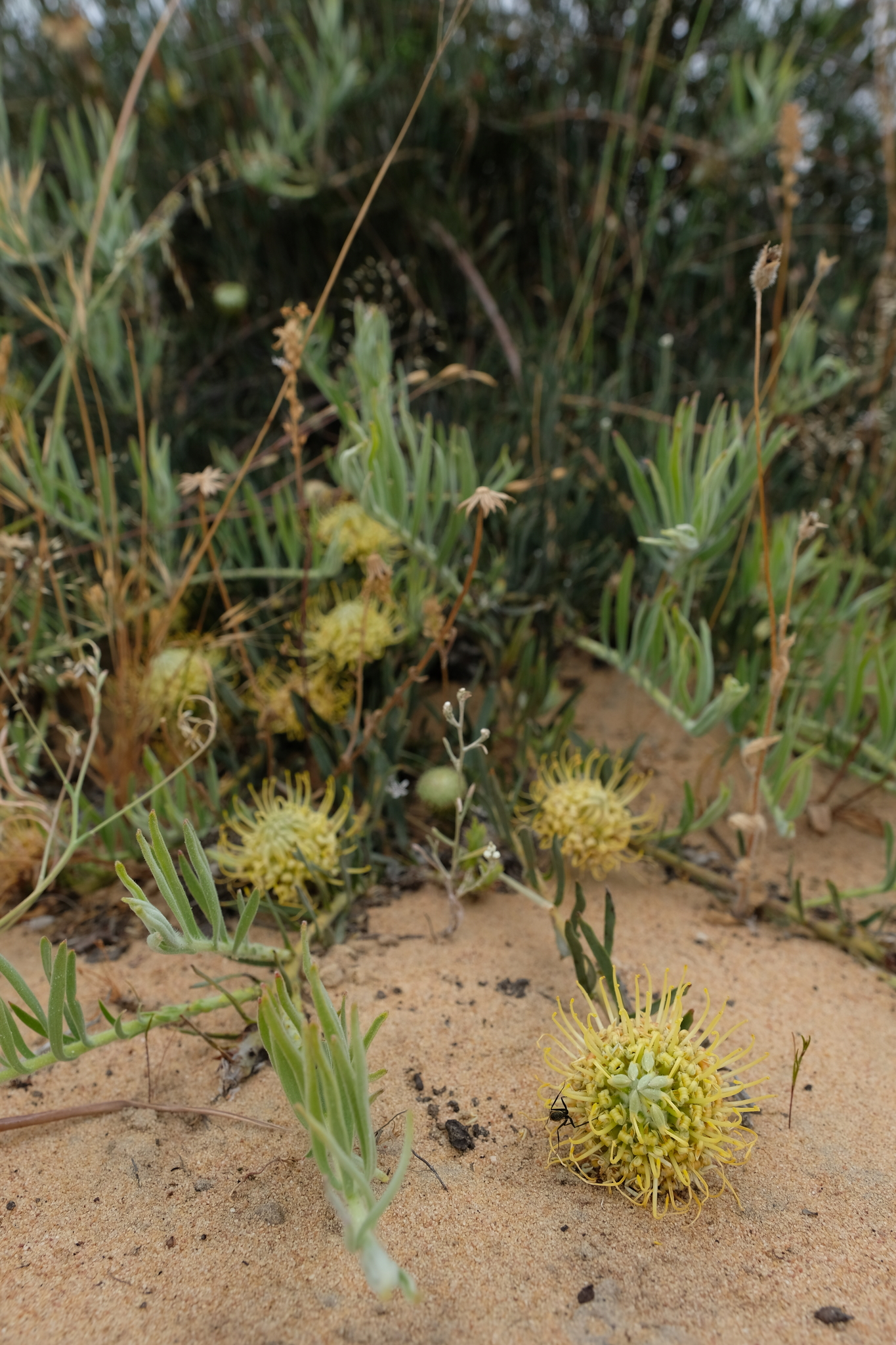
L. arenarium
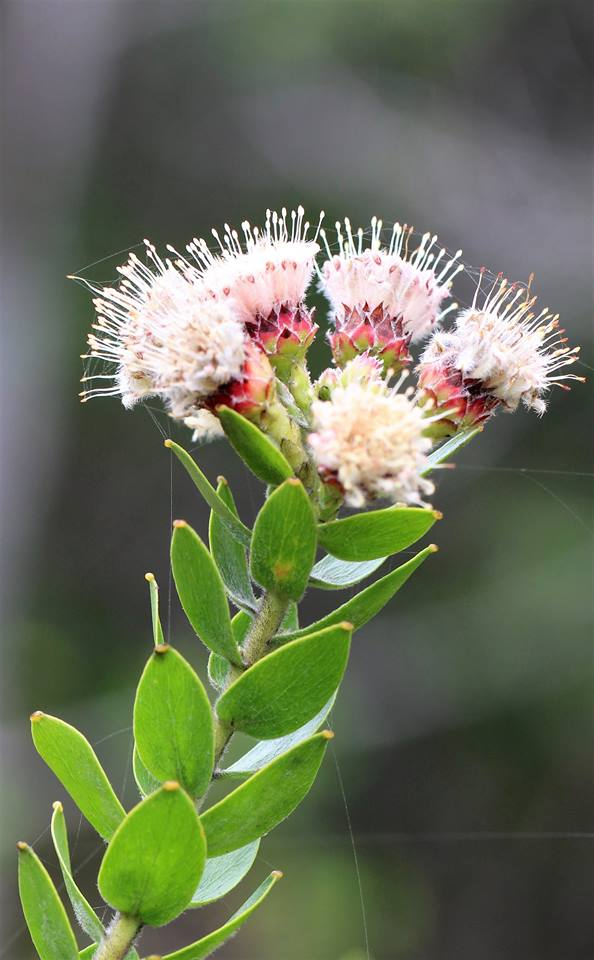
L. bolusii
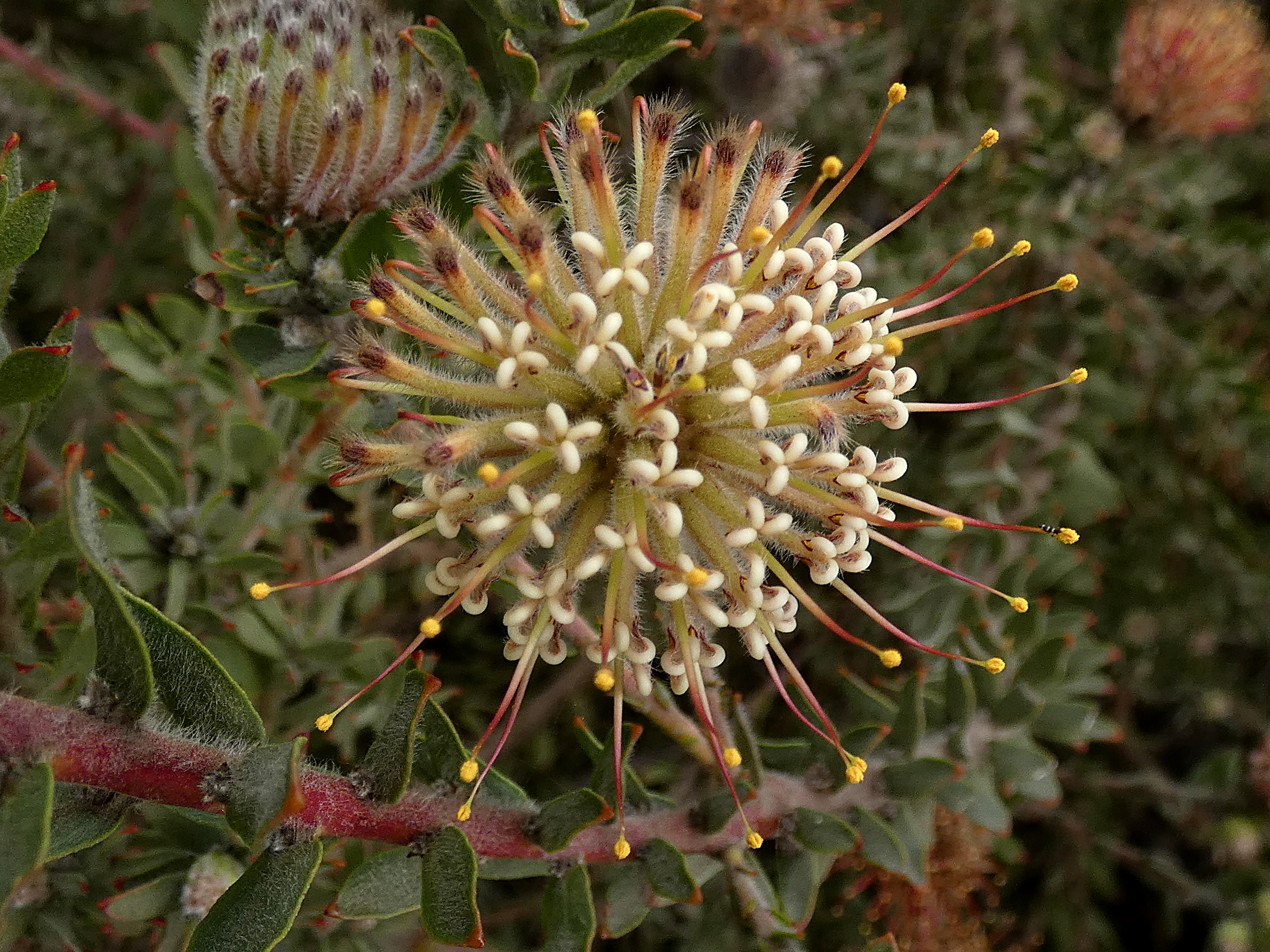
L. calligerum
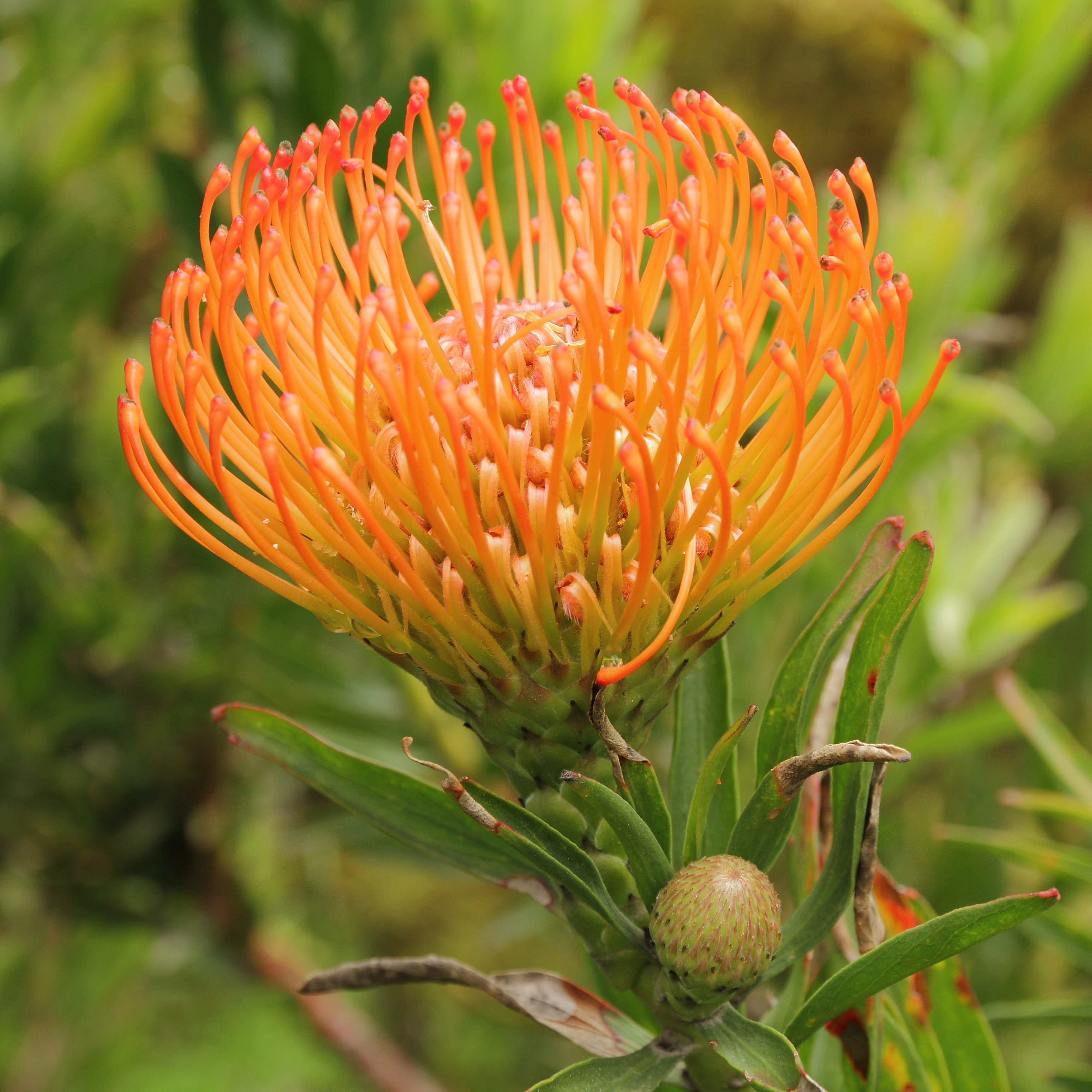
L. catherinae
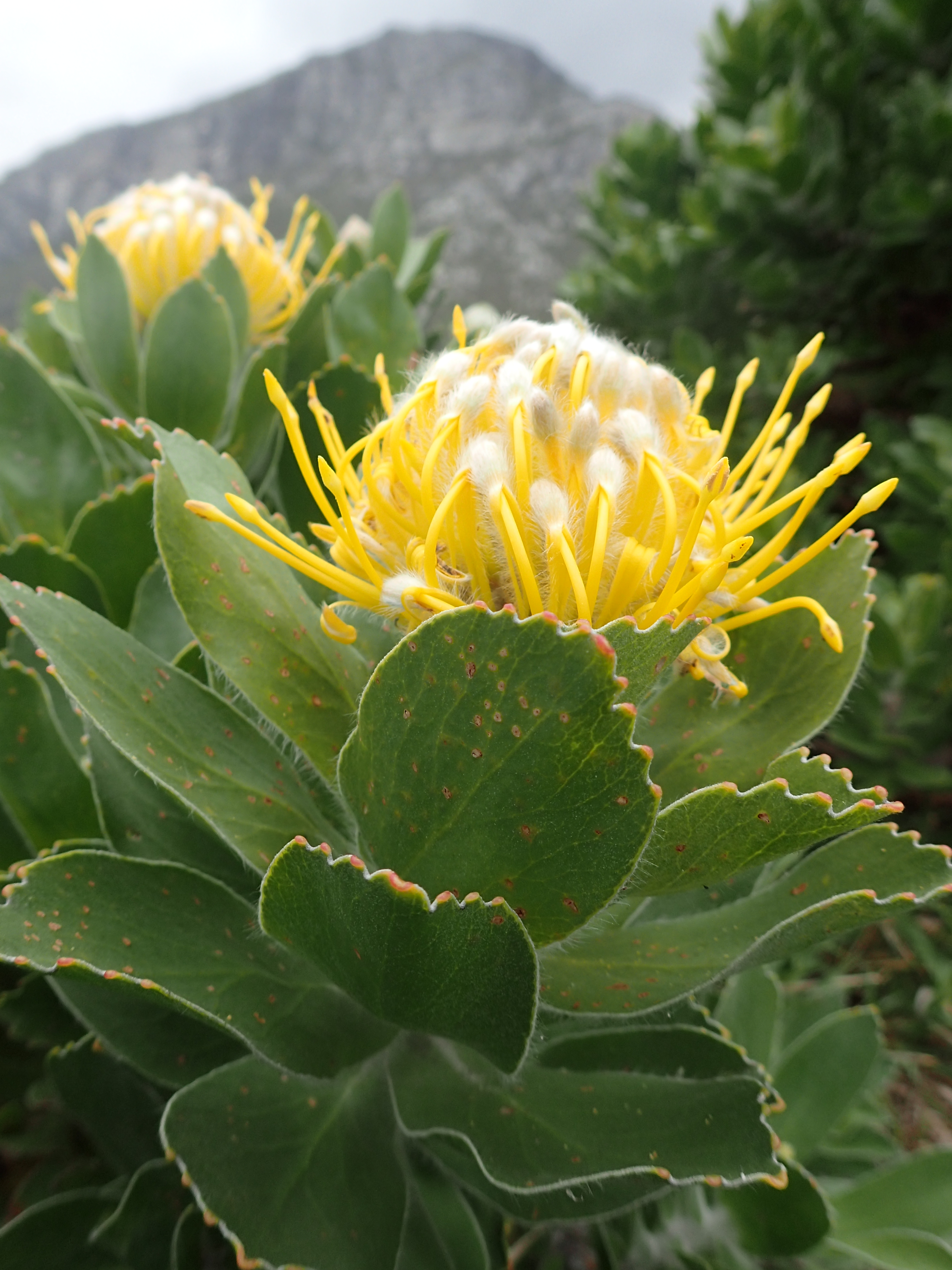
L. conocar-podendron
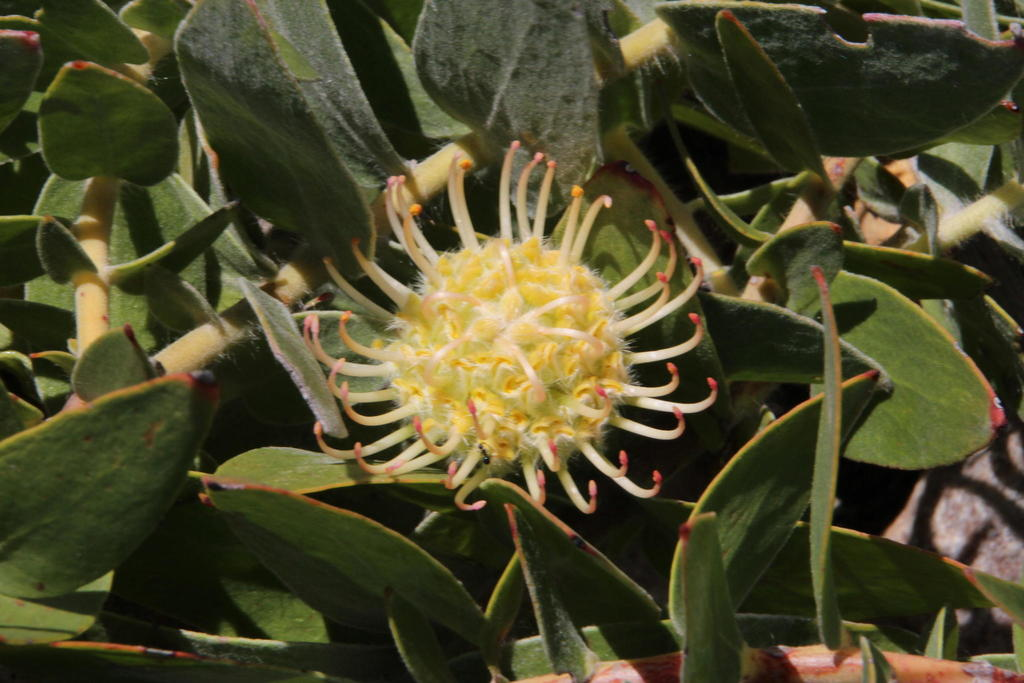
L. cordatum
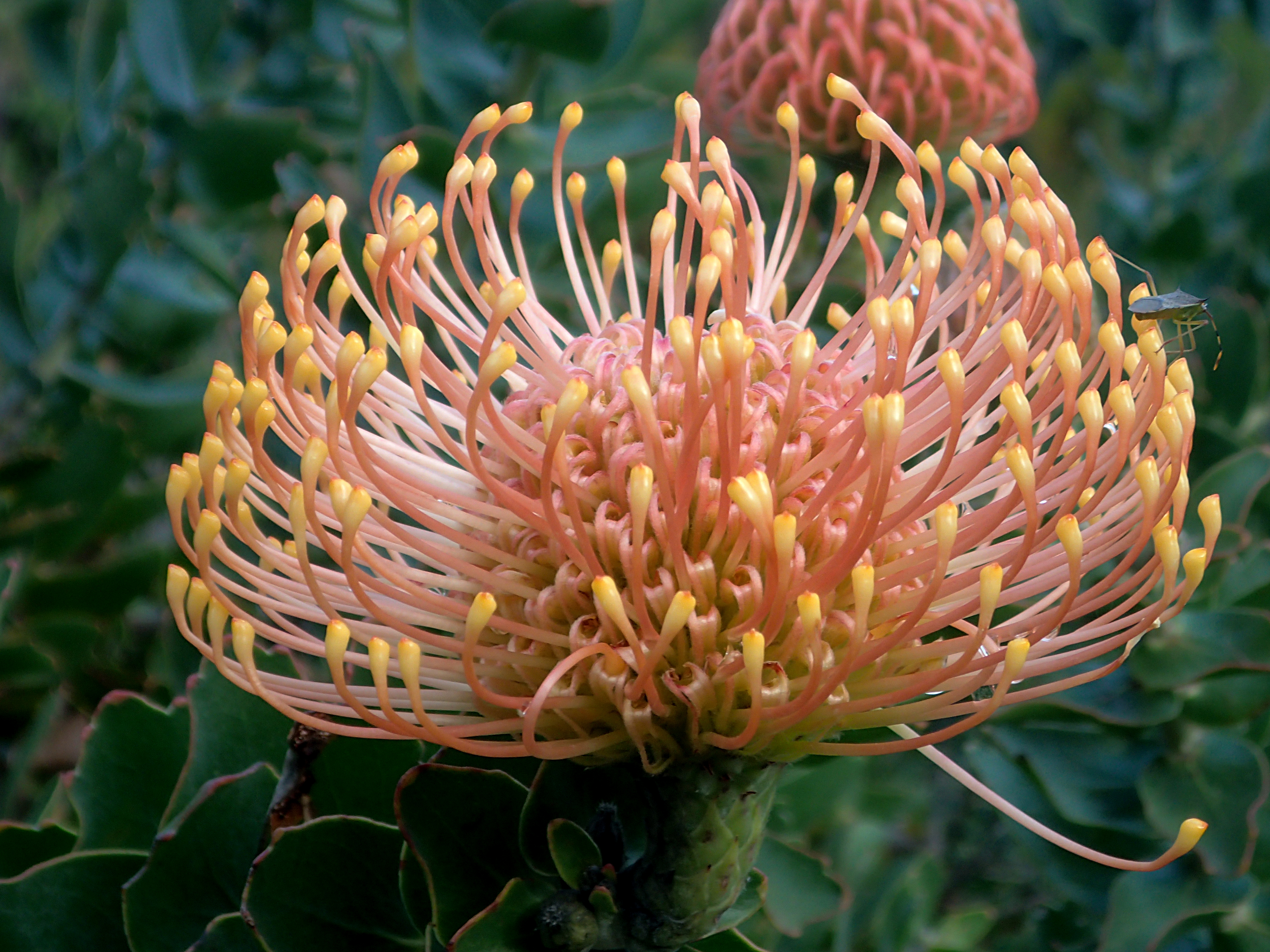
L. cordifolium
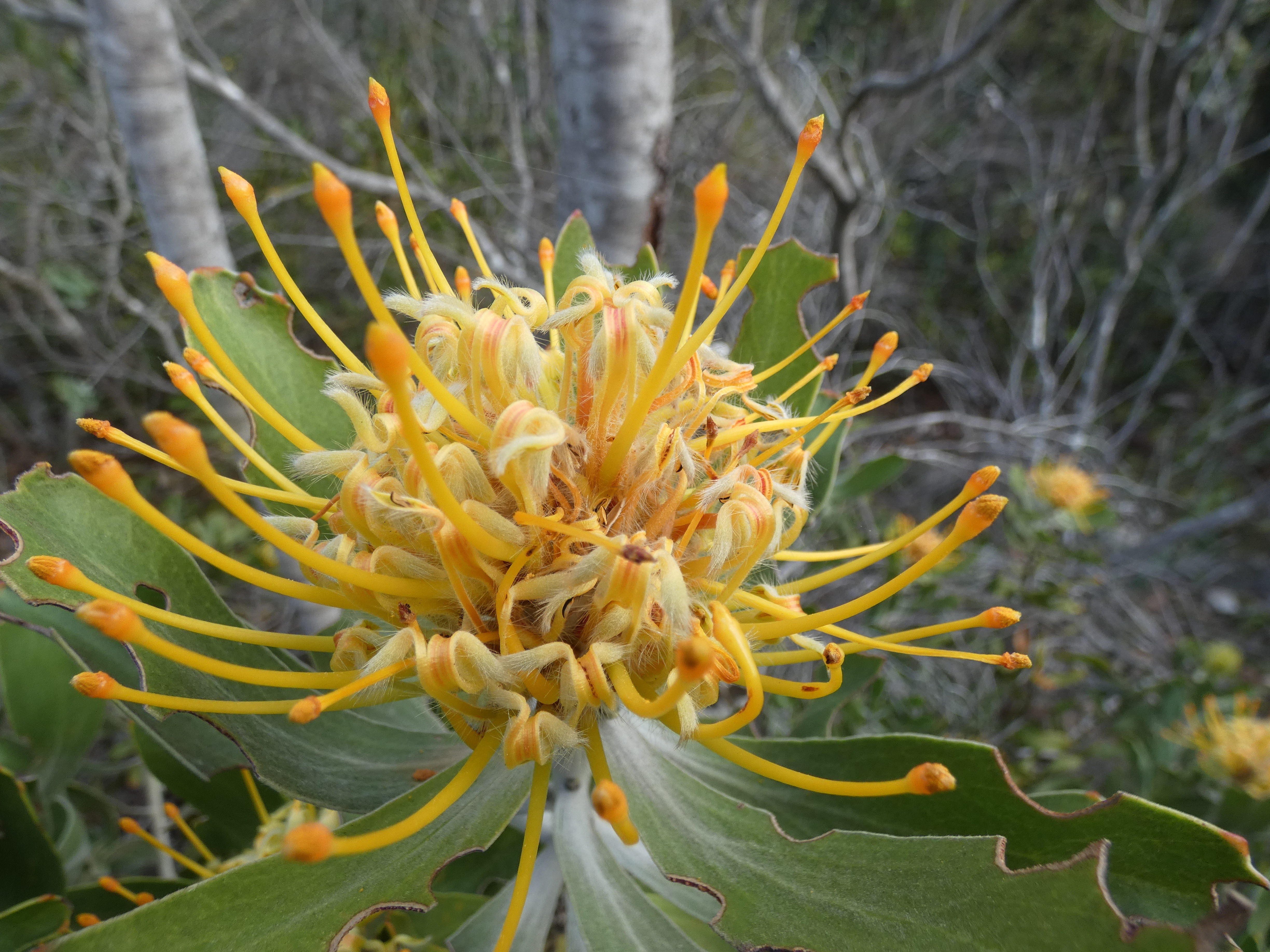
L. cuneiforme
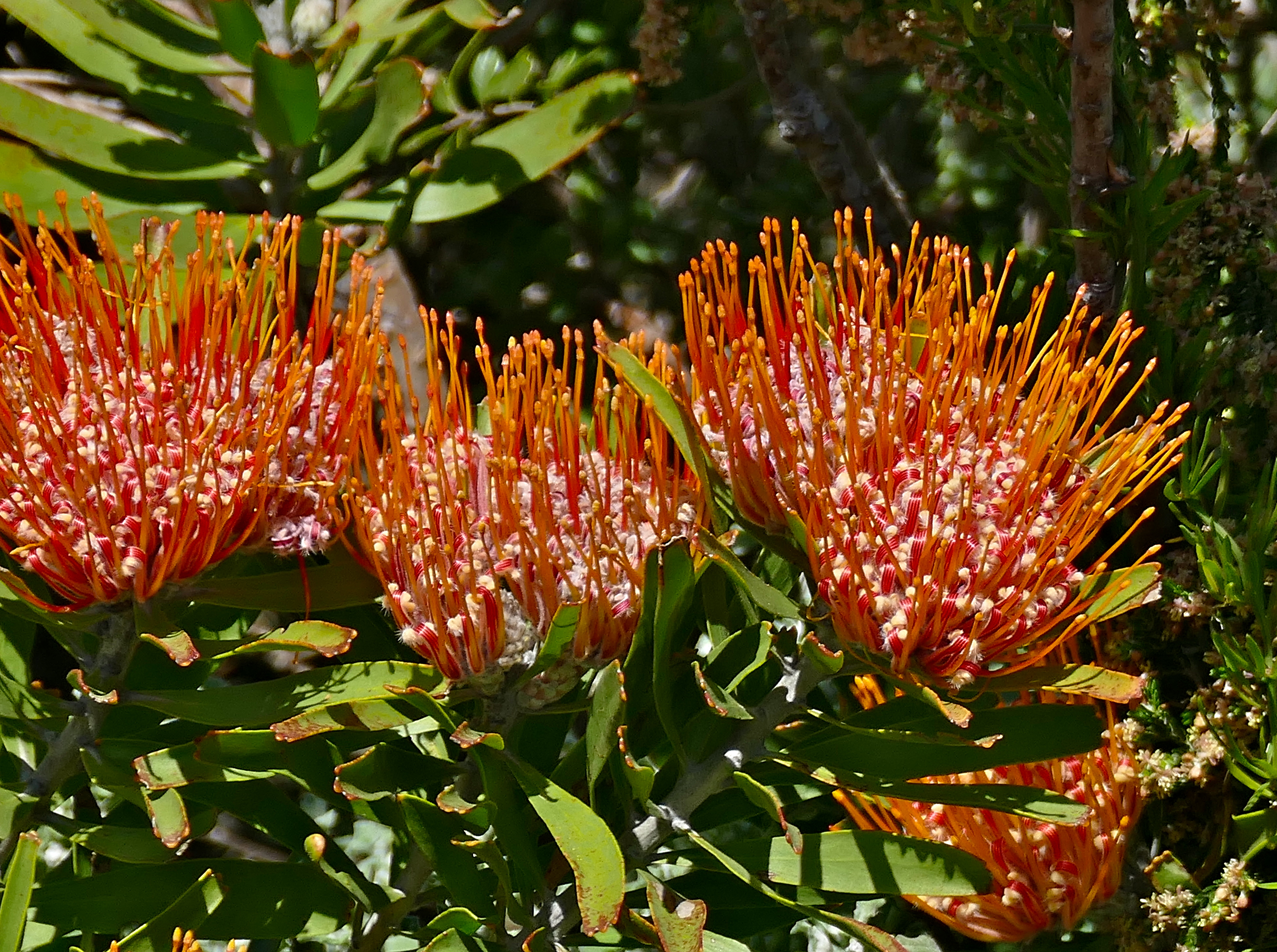
L. erubescens
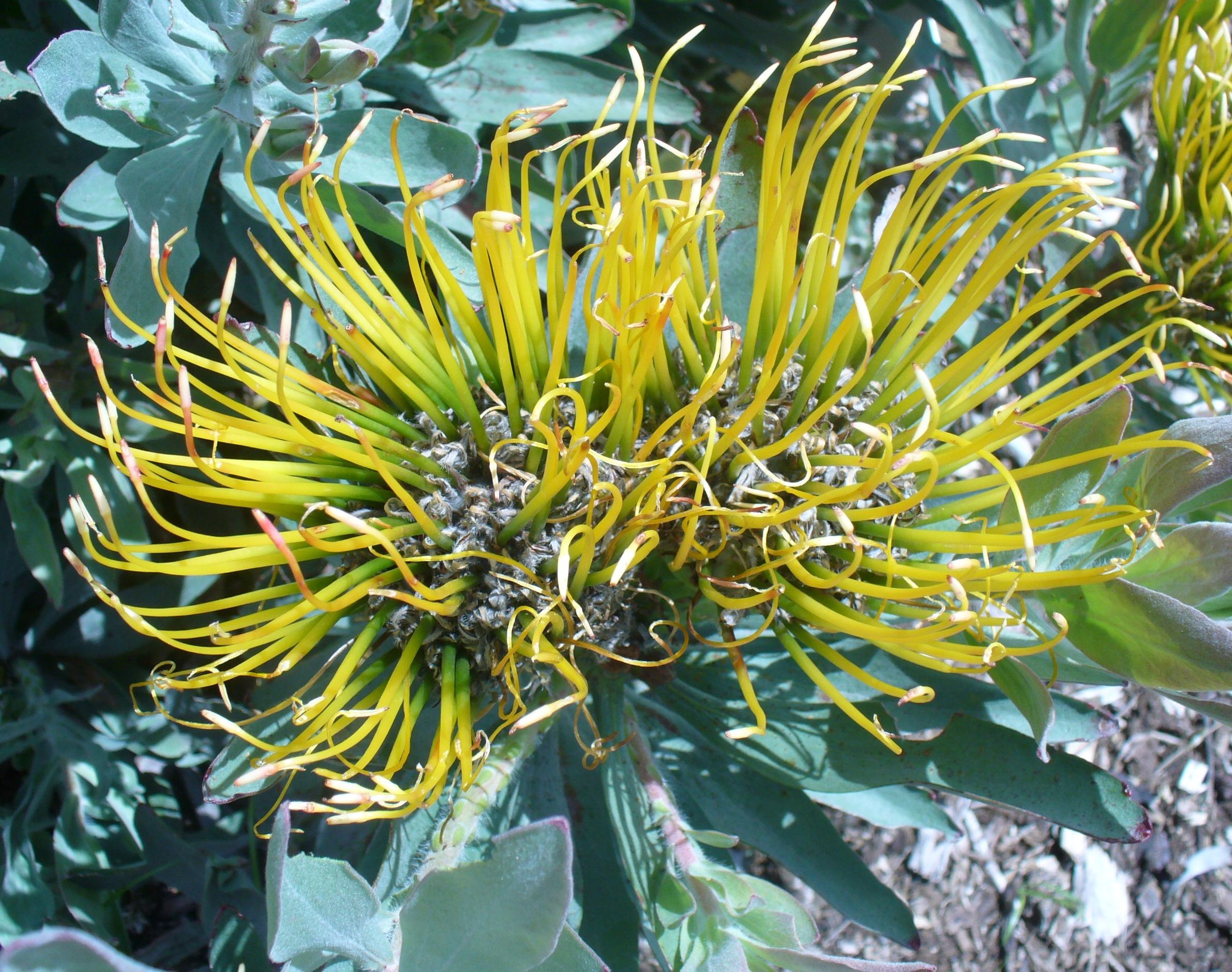
L. formosum
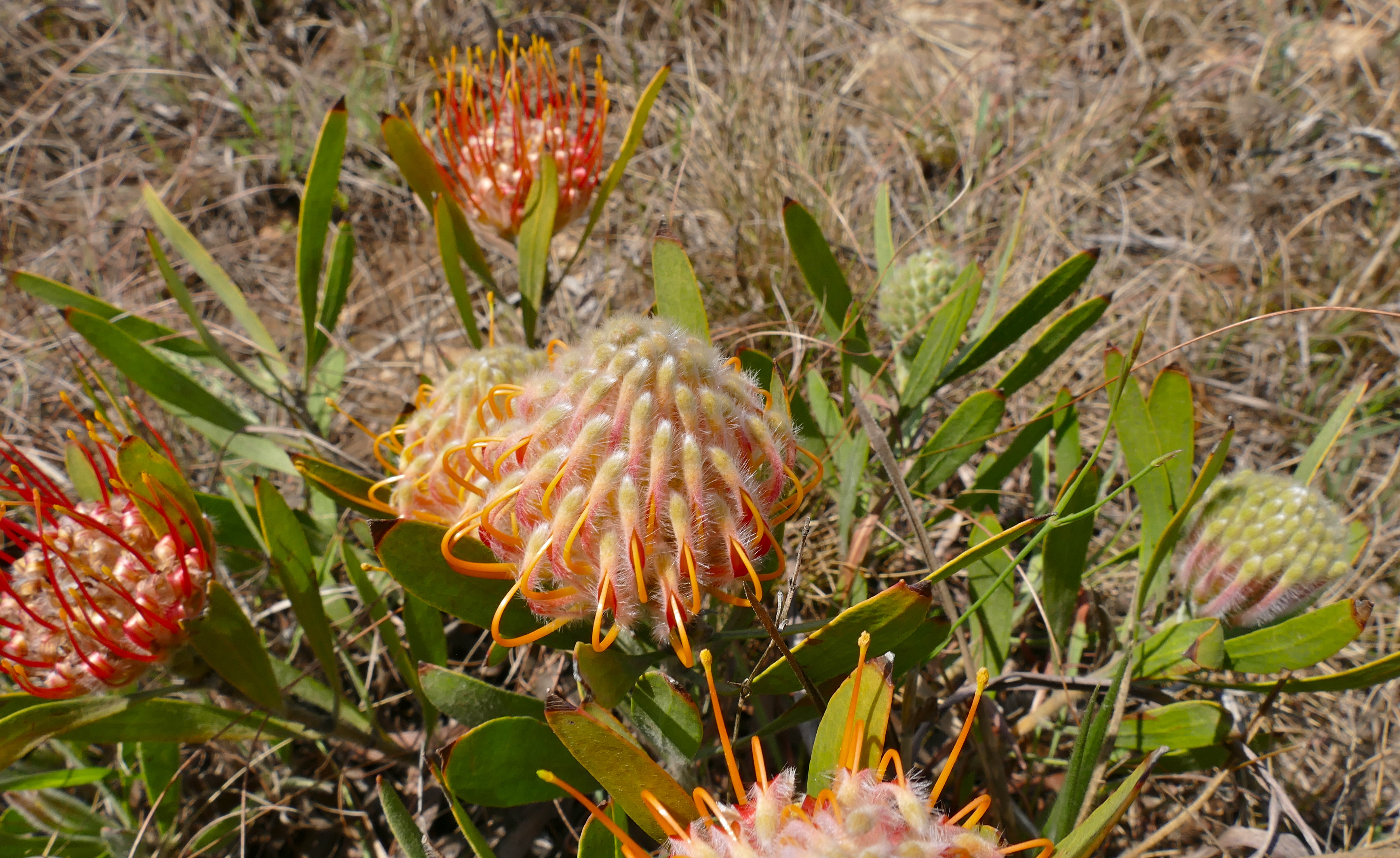
L. gerrardii
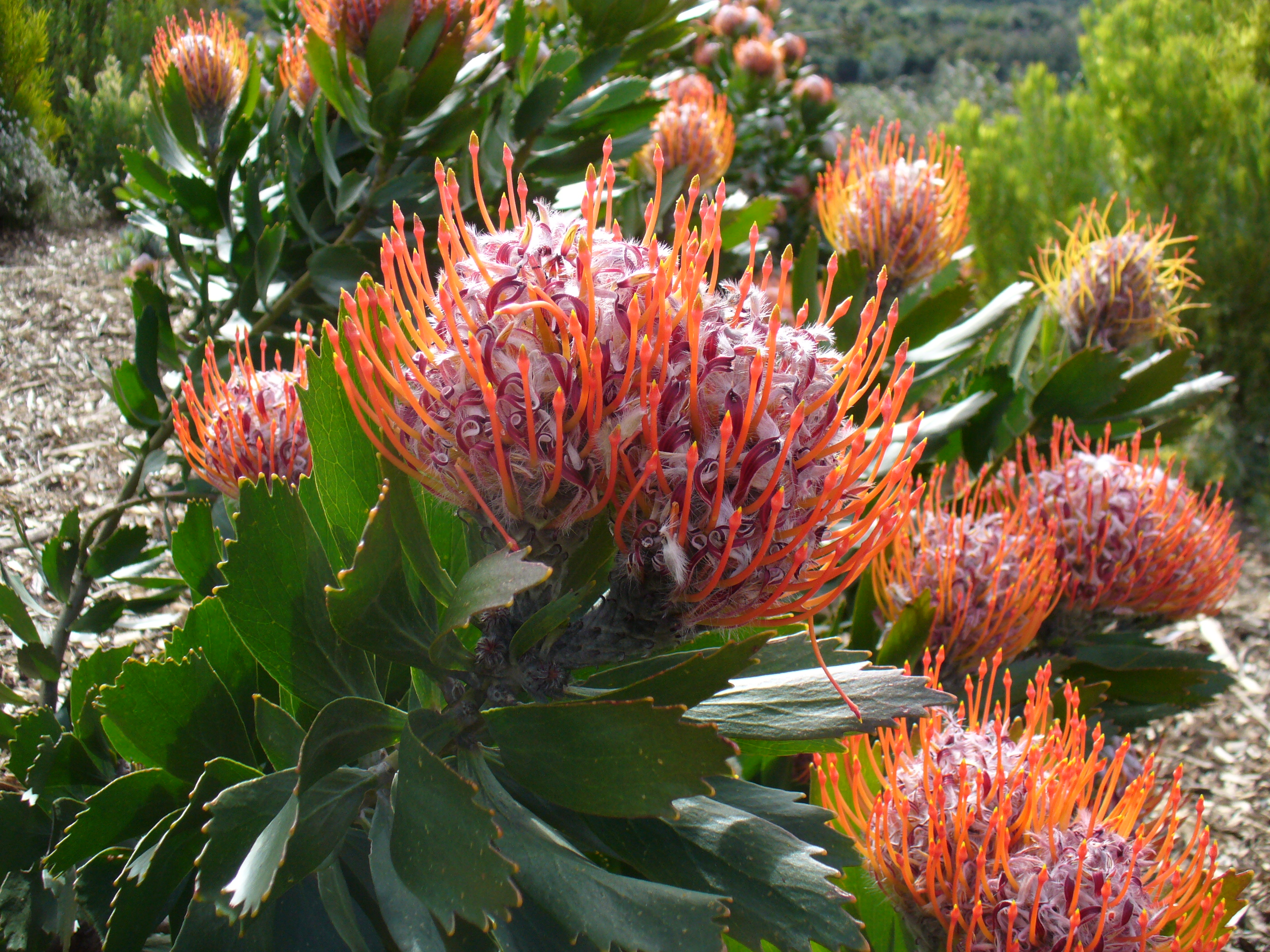
L. glabrum
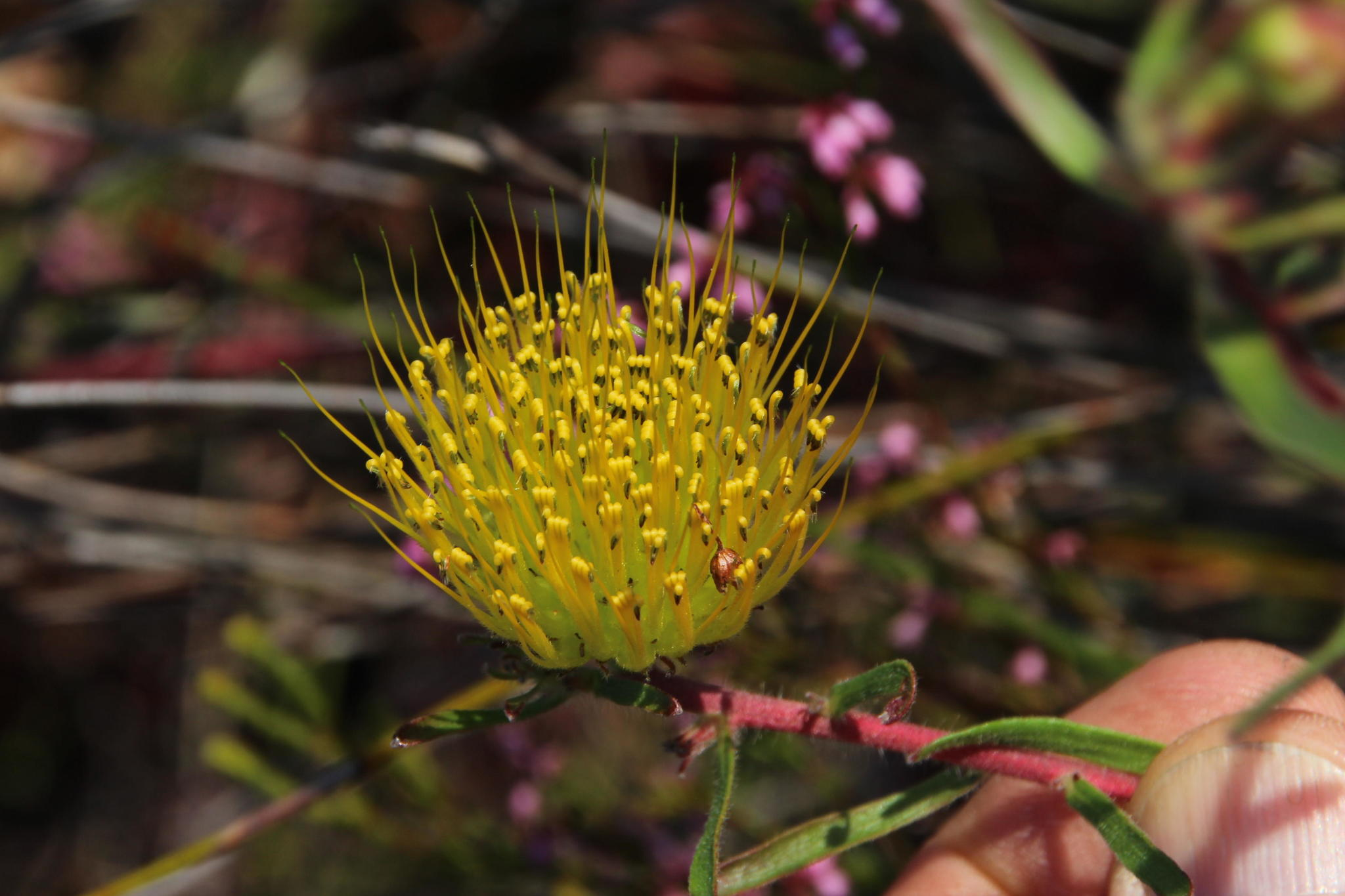
L. gracile
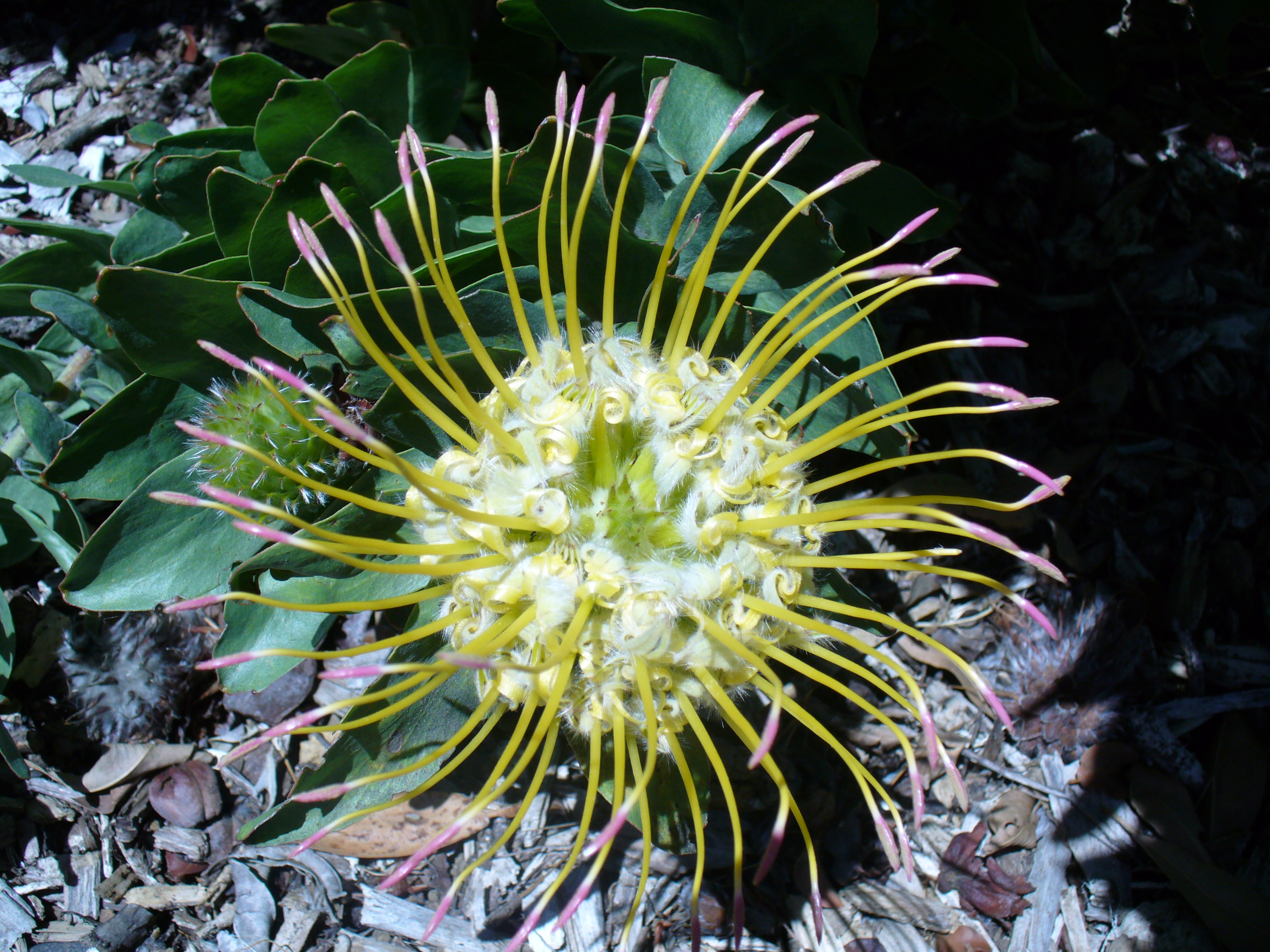
L. grandiflorum
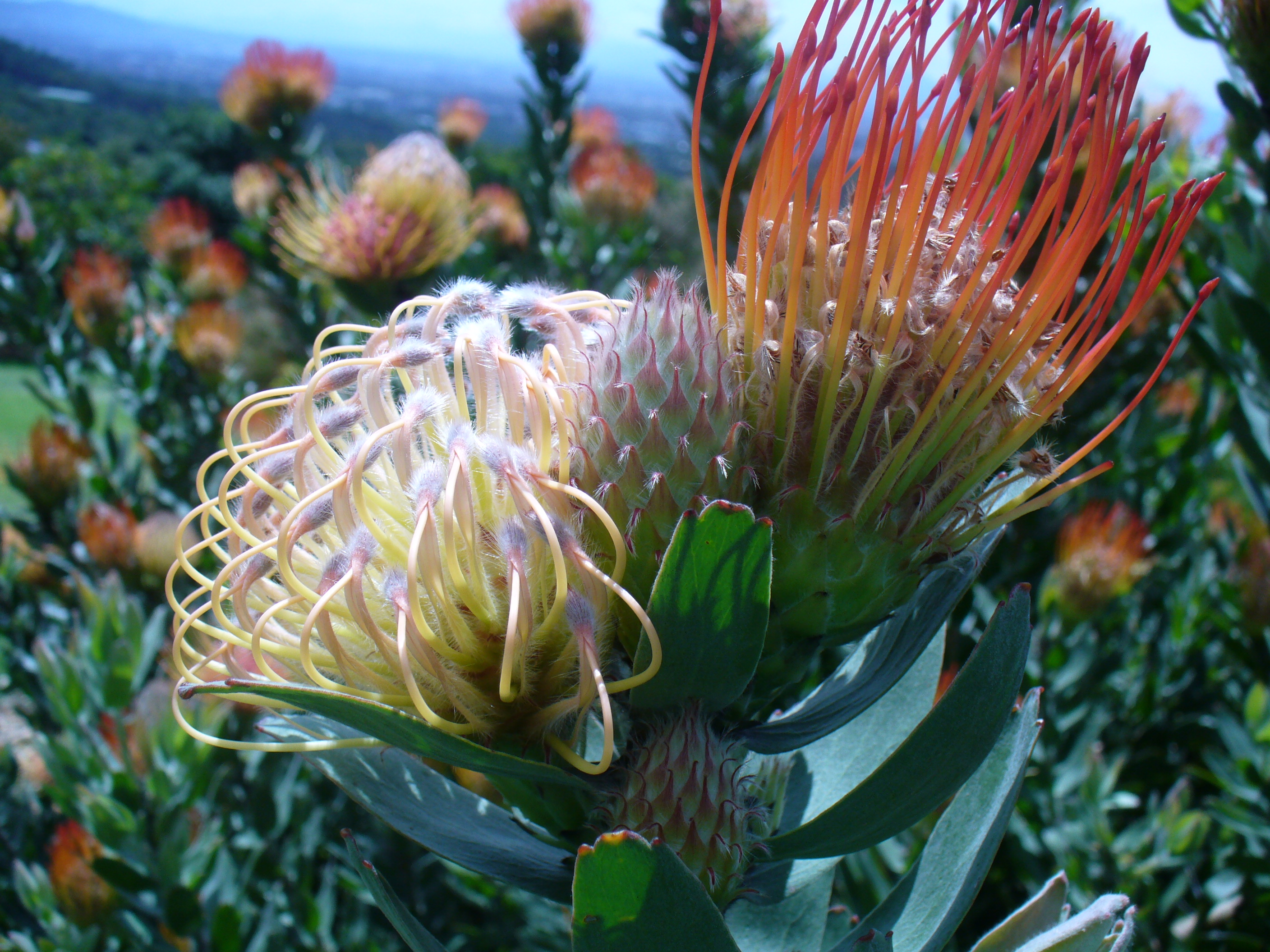
L. gueinzii
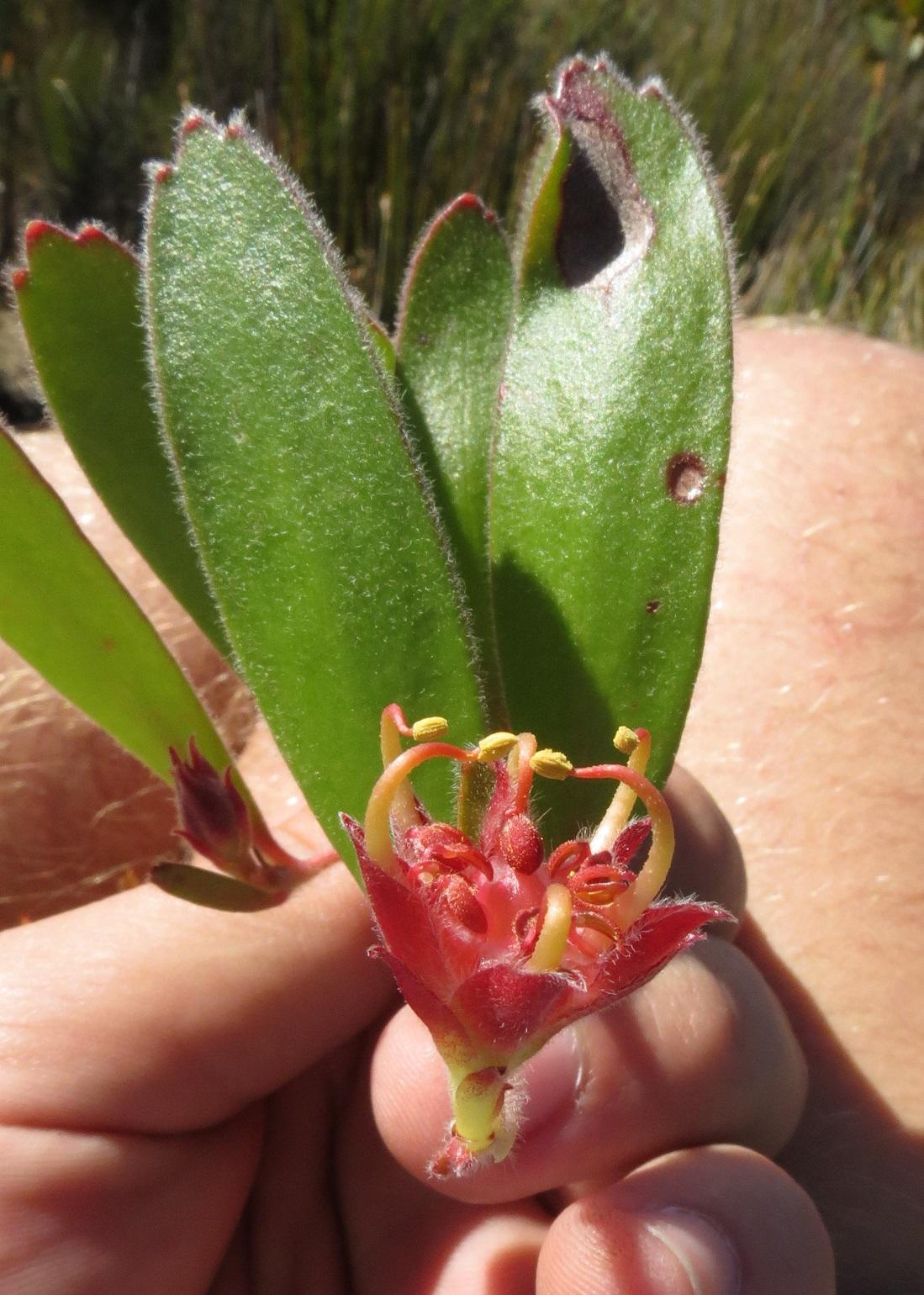
L. hamatum
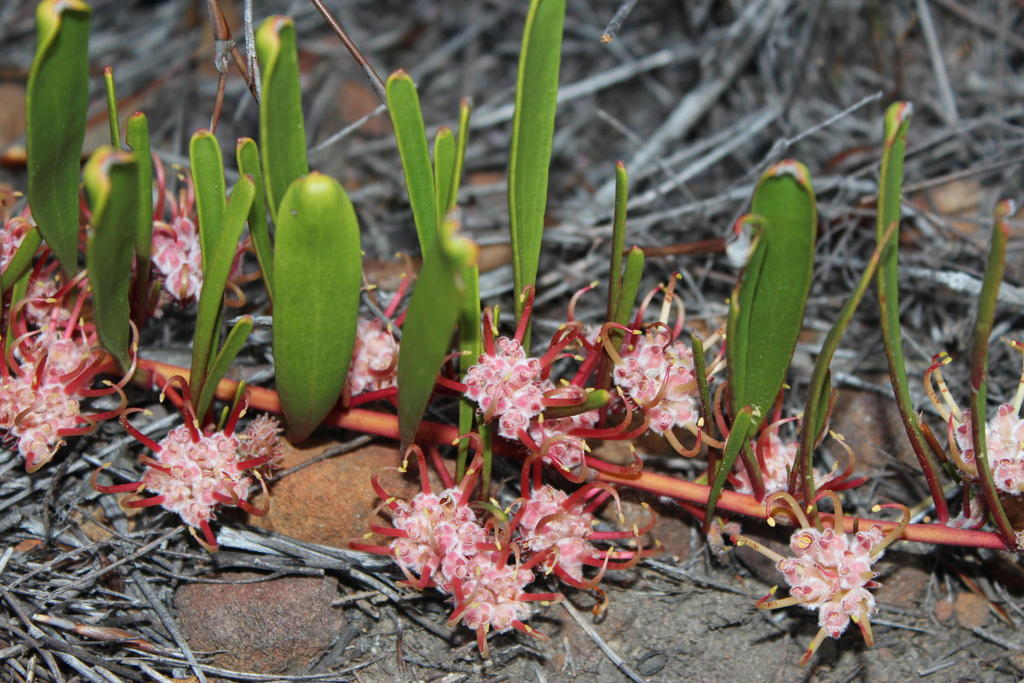
L. harpagonatum
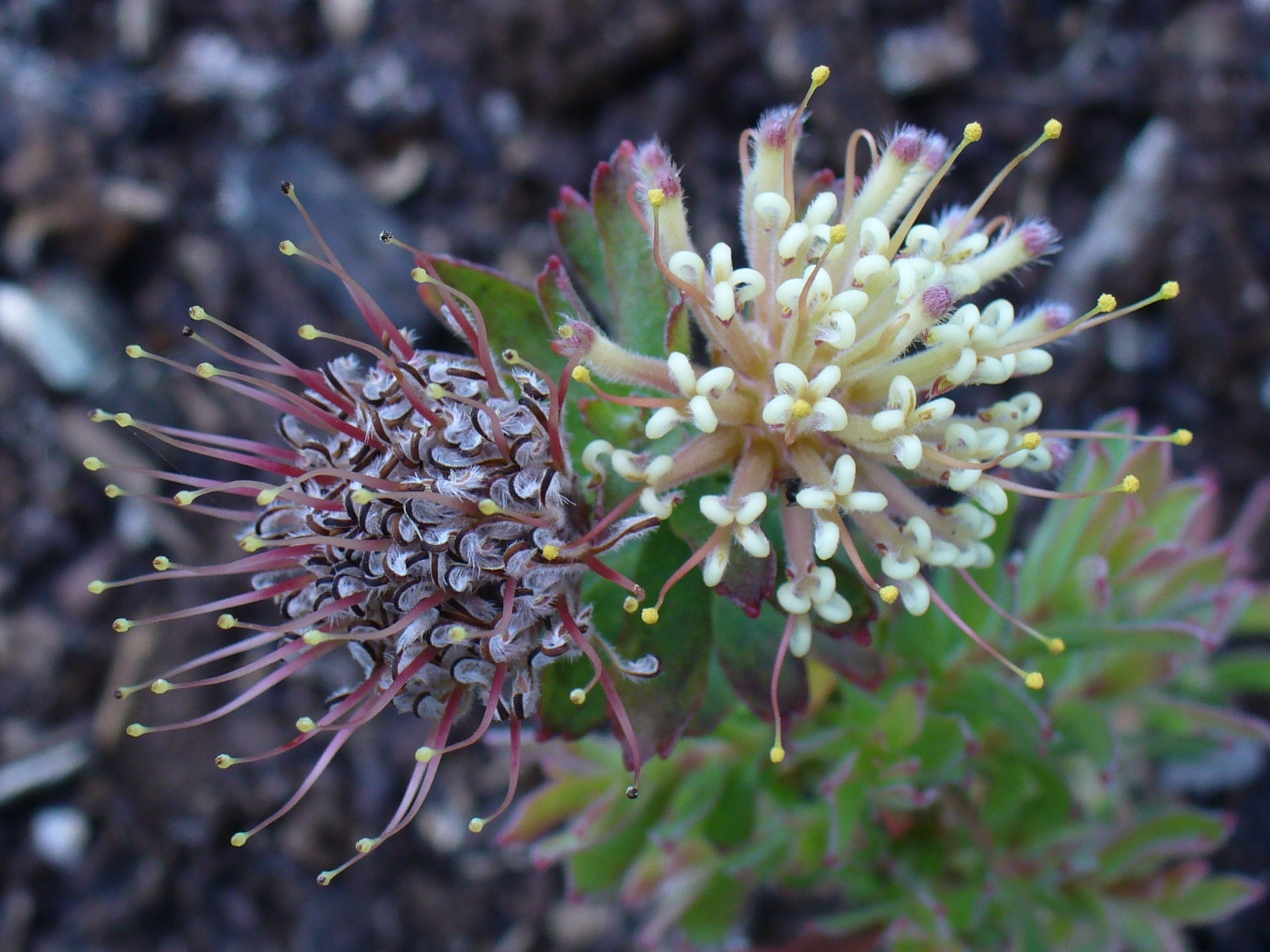
L. heterophyllum
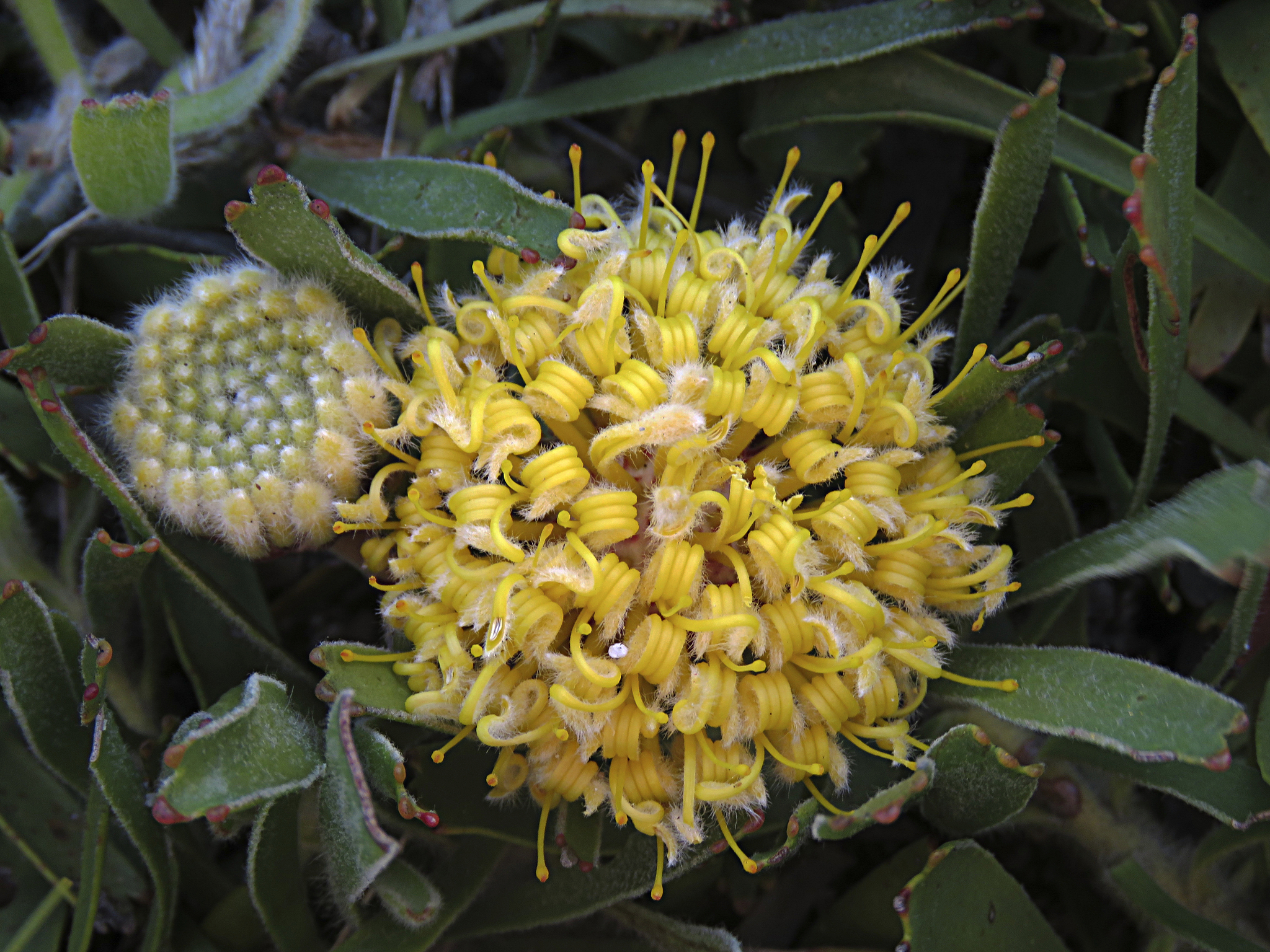
L. hypophyllocarpodendron subsp. hypophyllocarpodendron
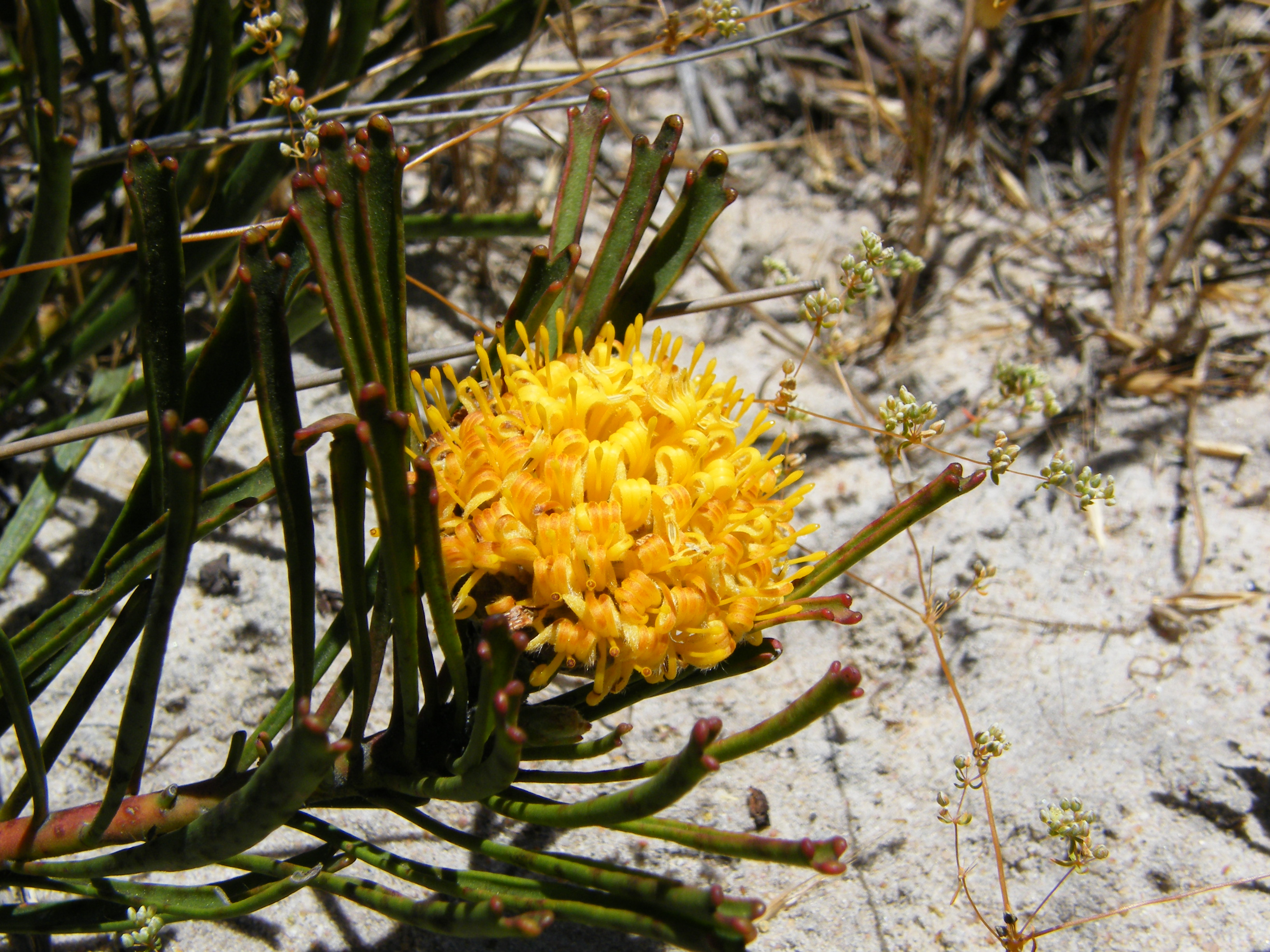
L. hypophyllocarpodendron subsp. canaliculatum
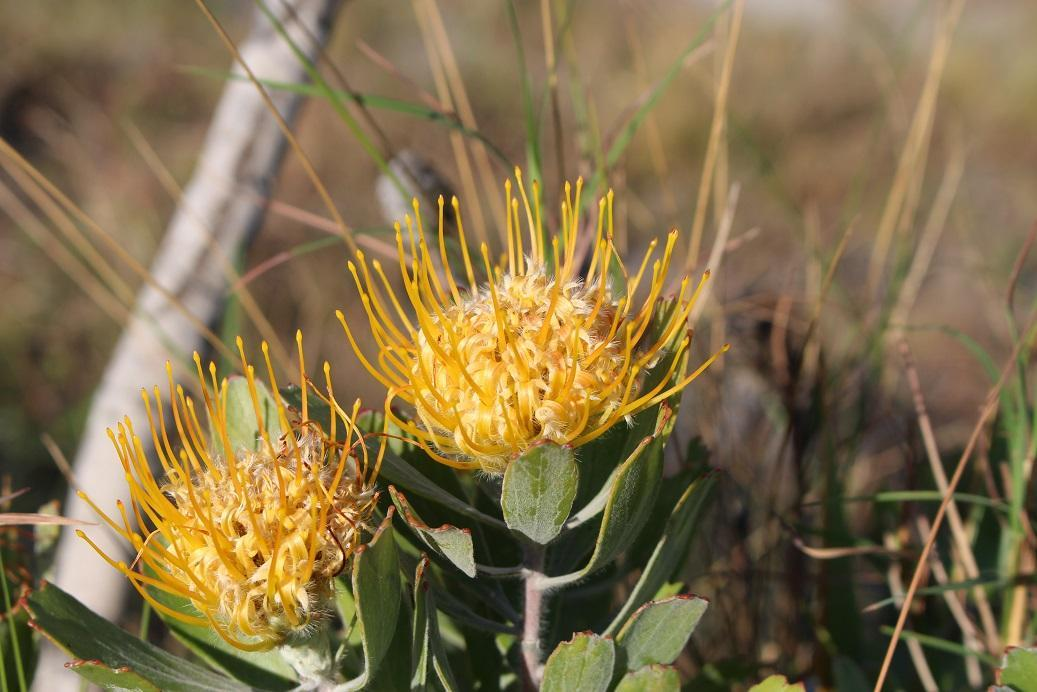
L. innovans
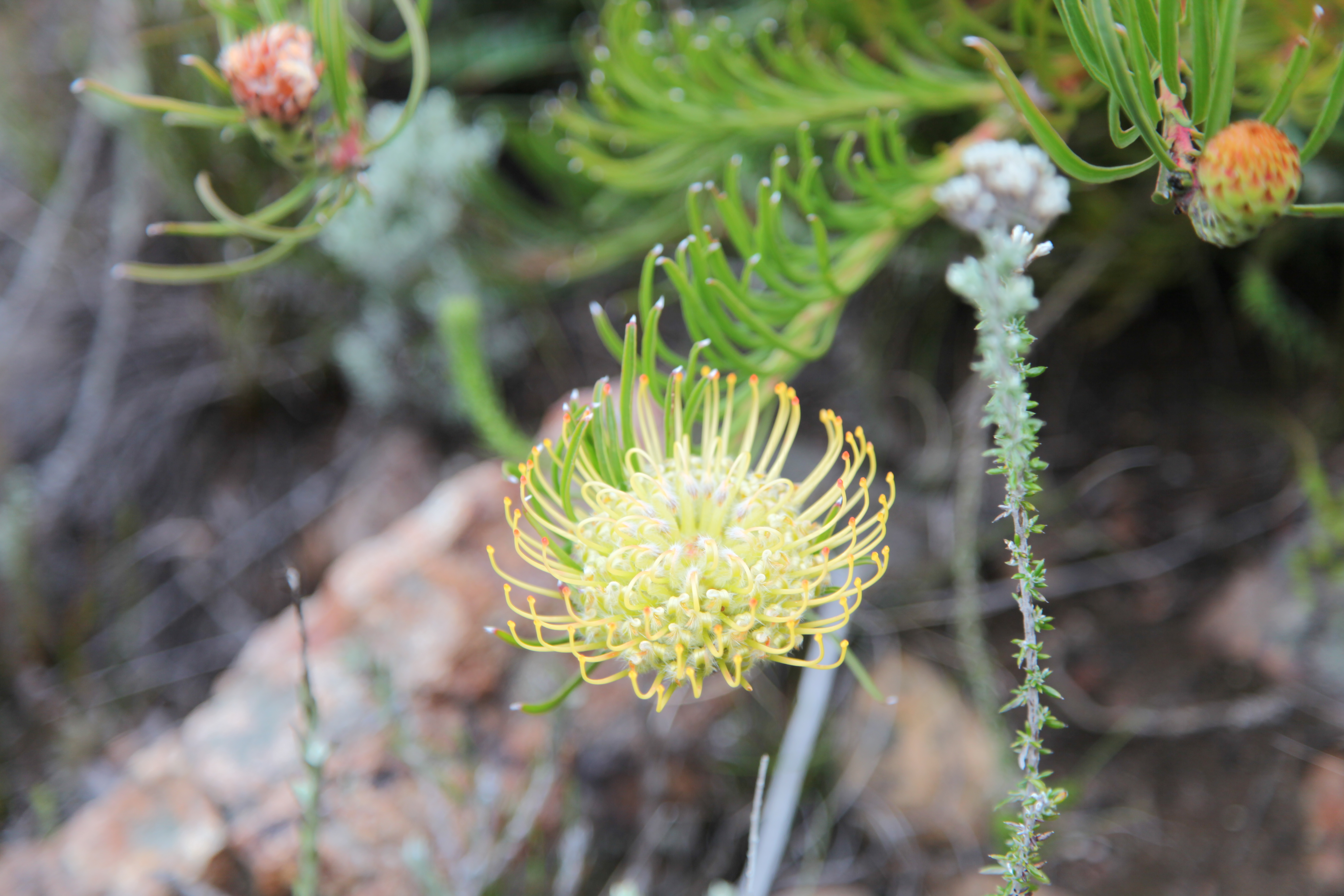
L. lineare
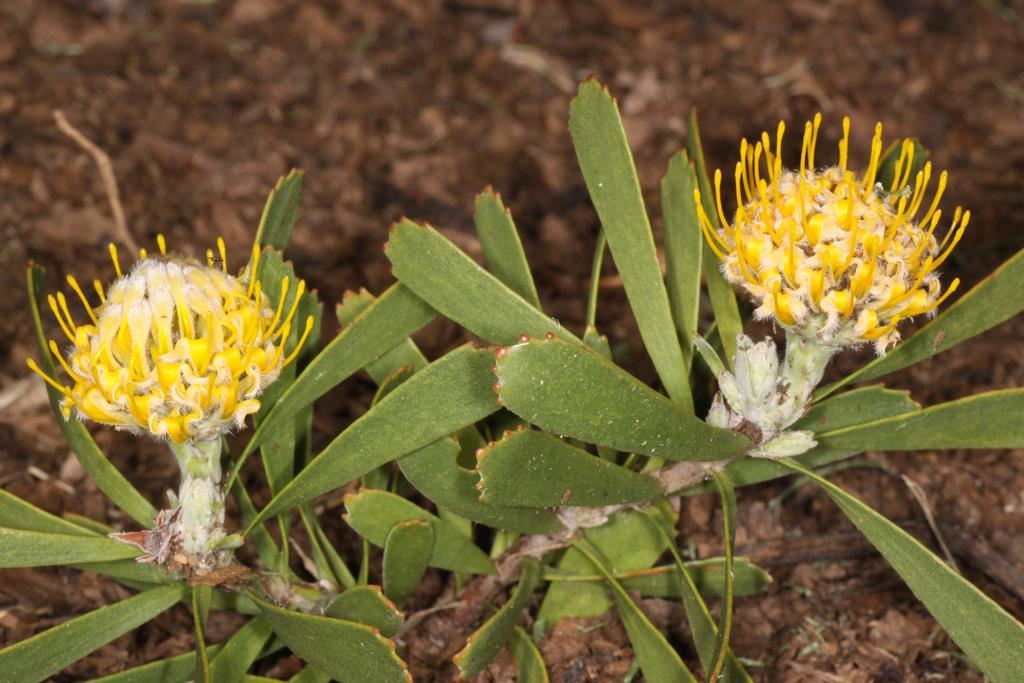
L. muirii
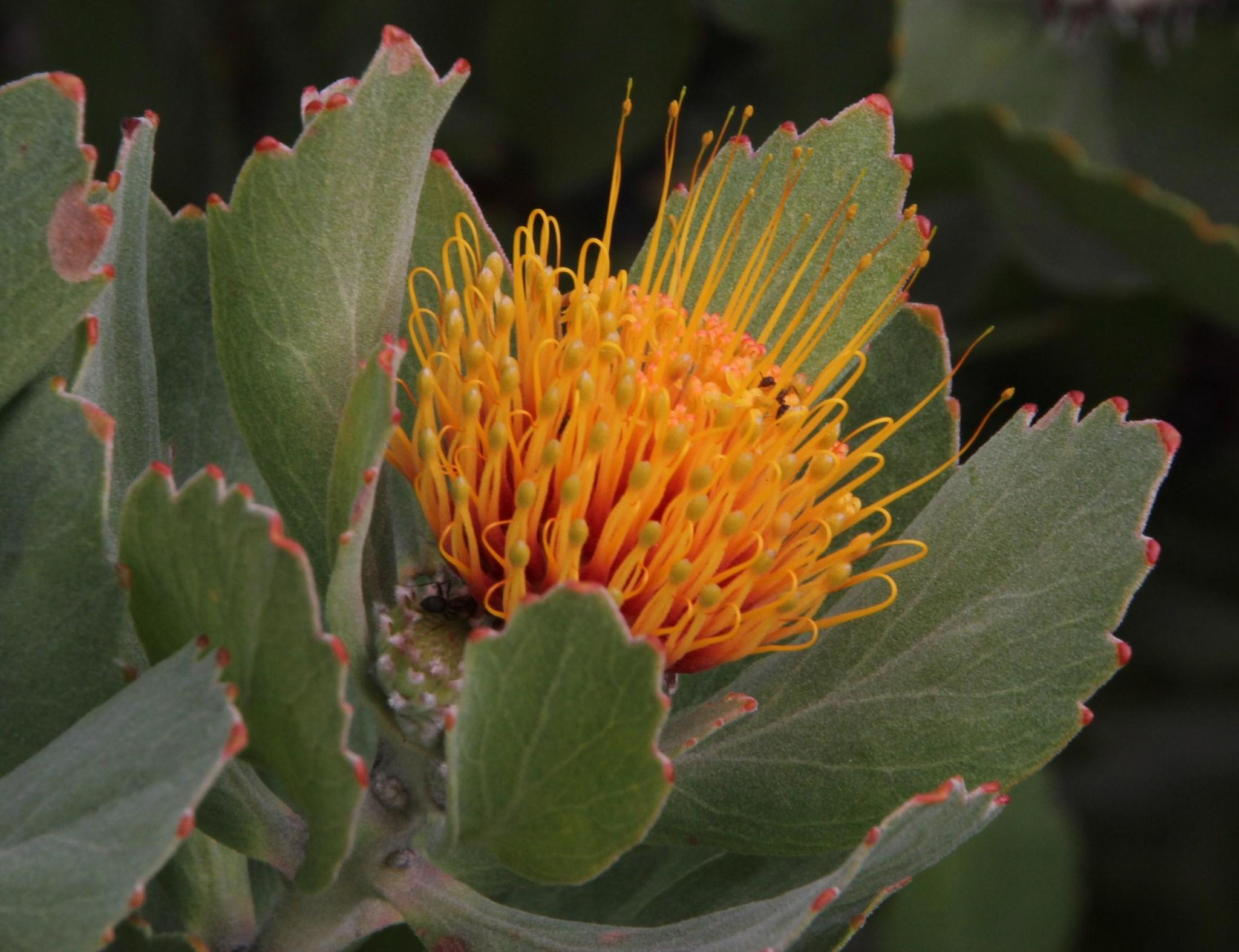
L. mundii
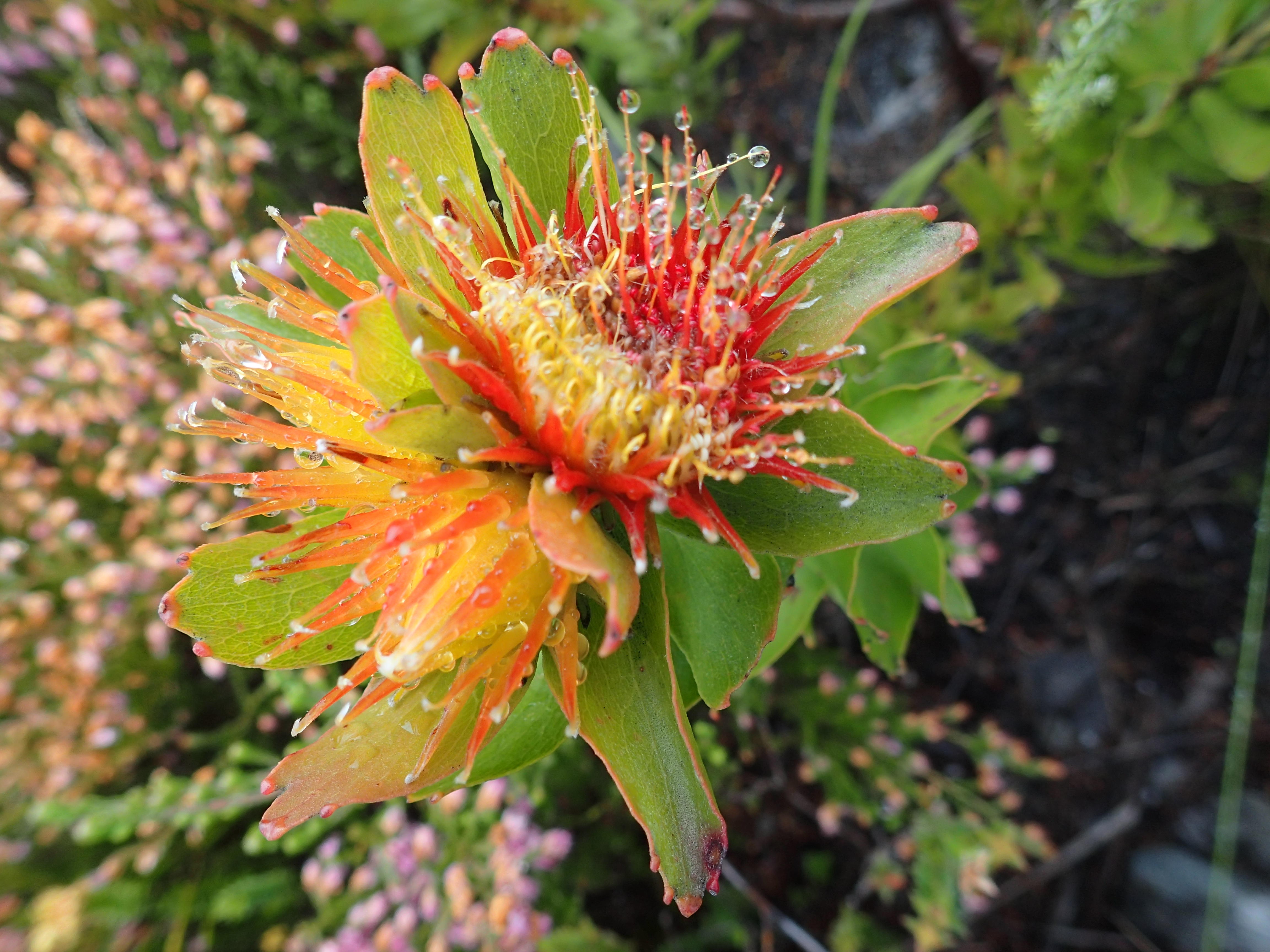
L. oleifolium
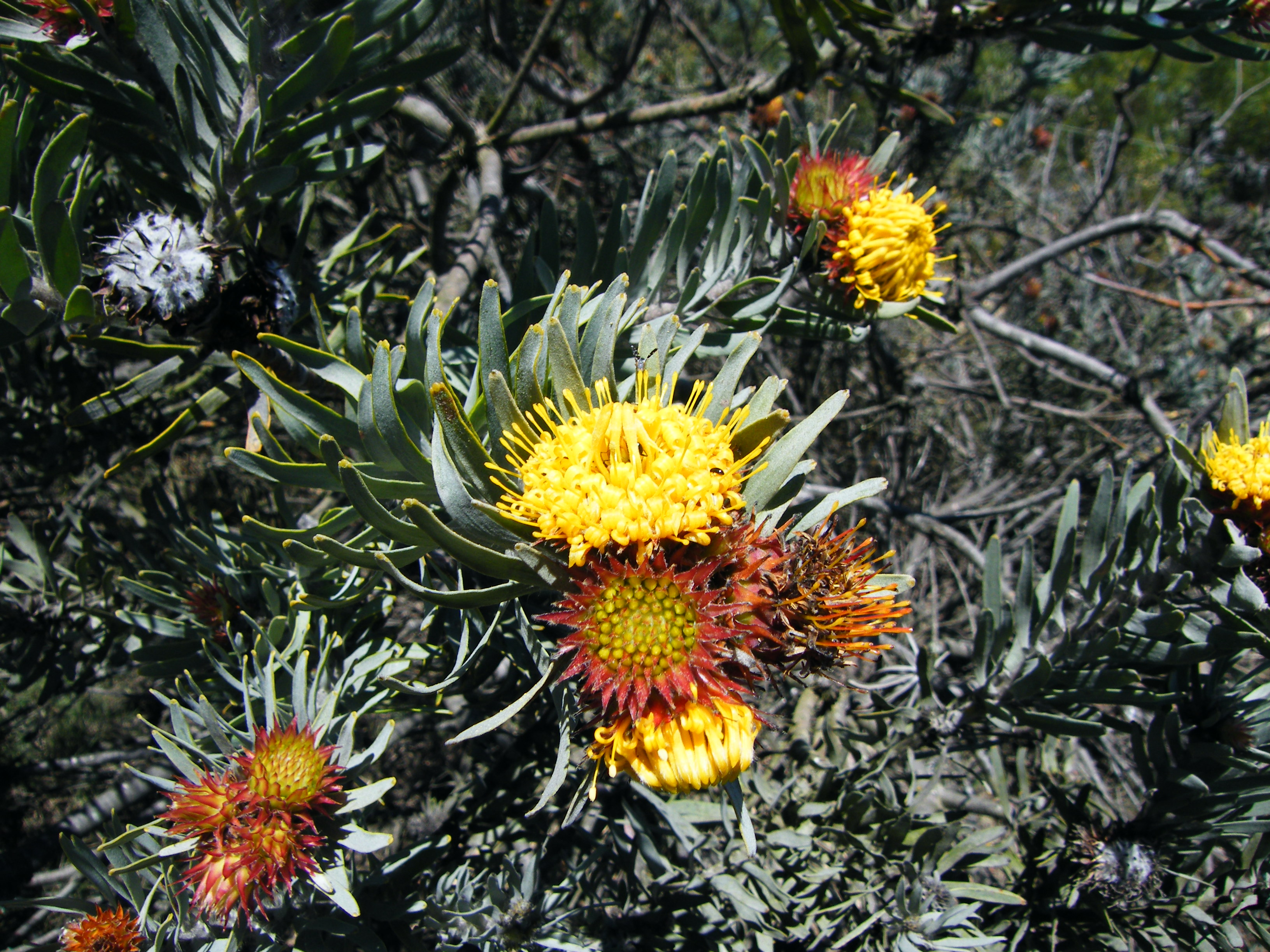
L. parile
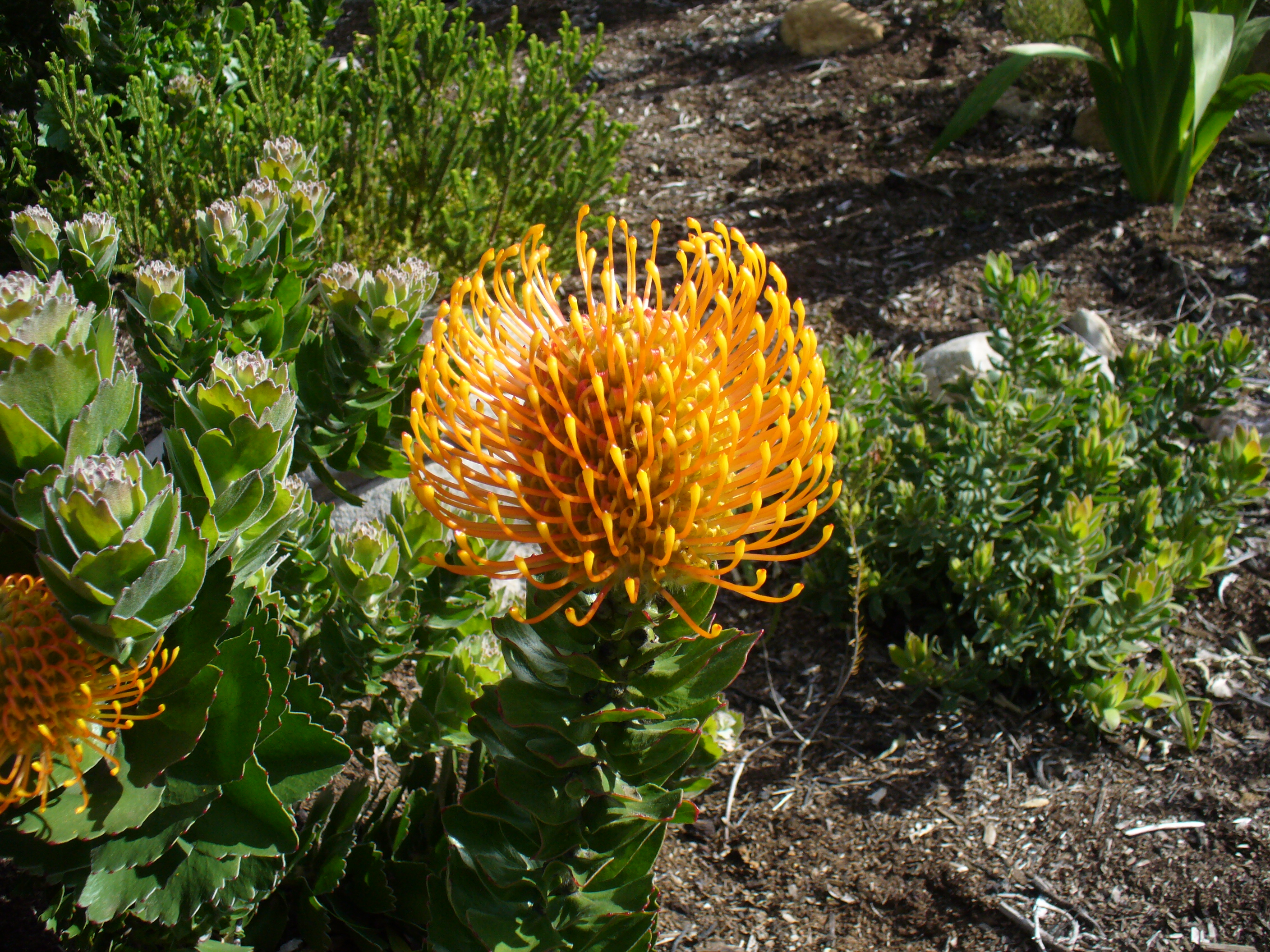
L. patersonii
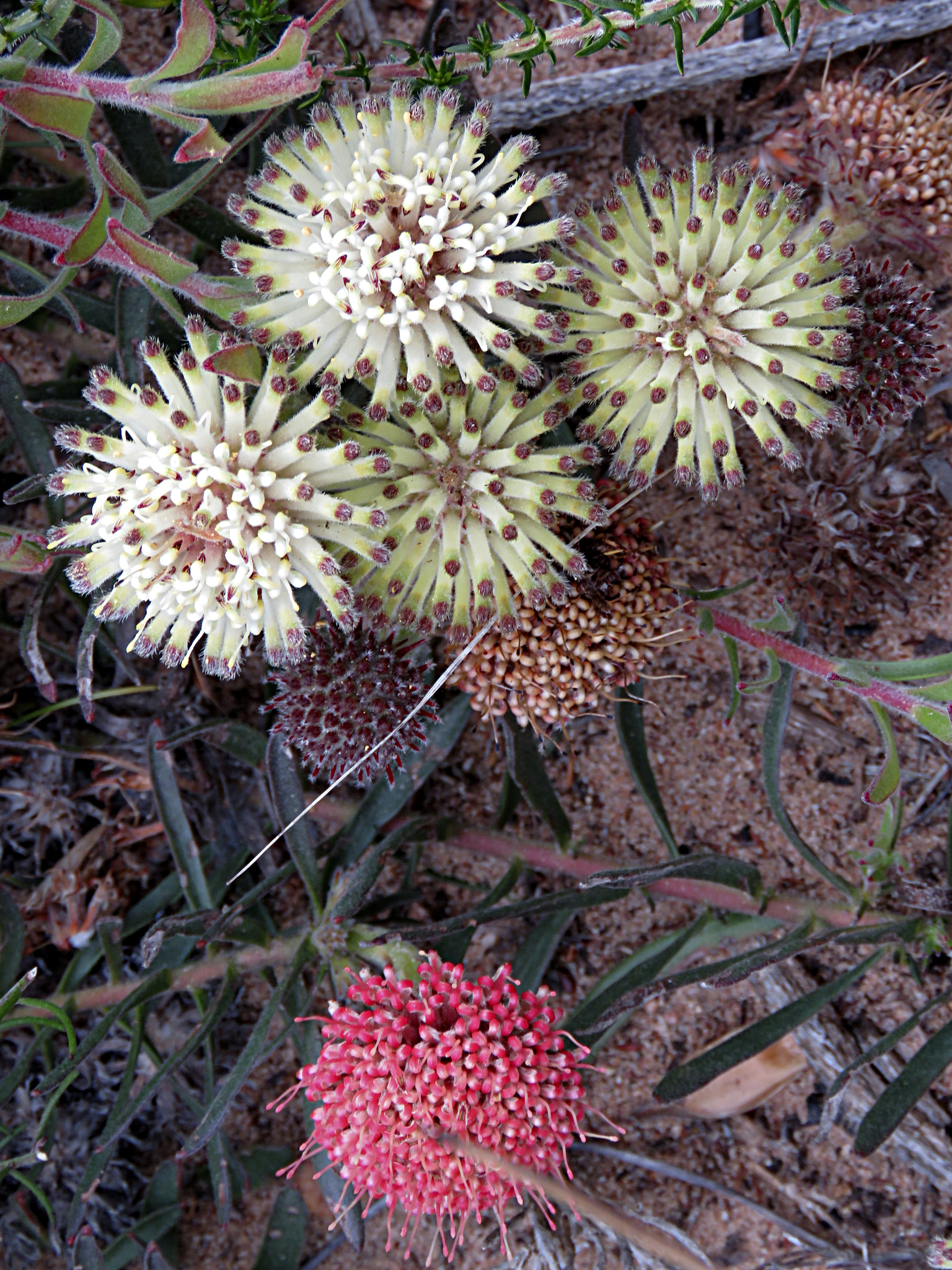
L. pedunculatum
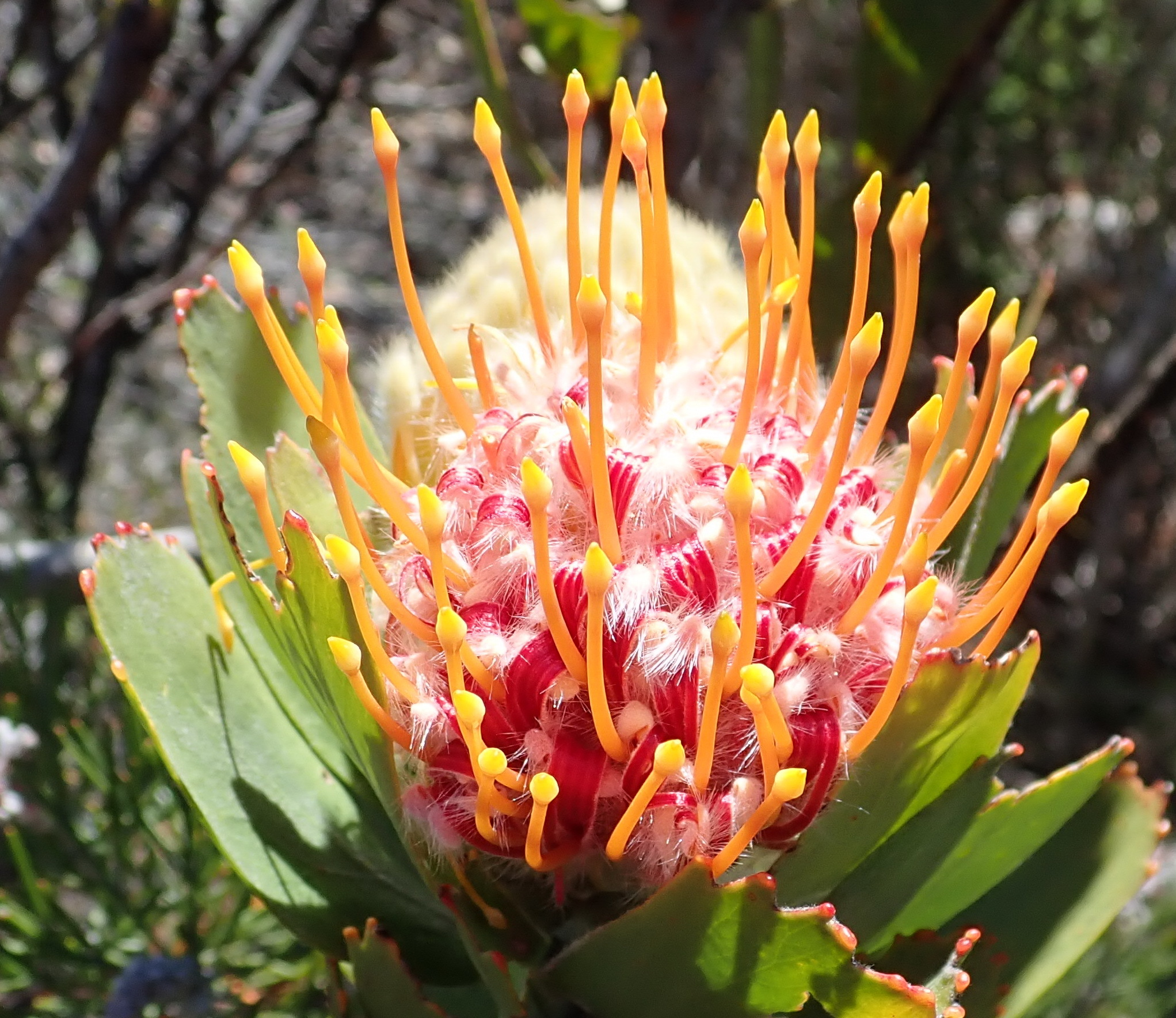
L. pluridens
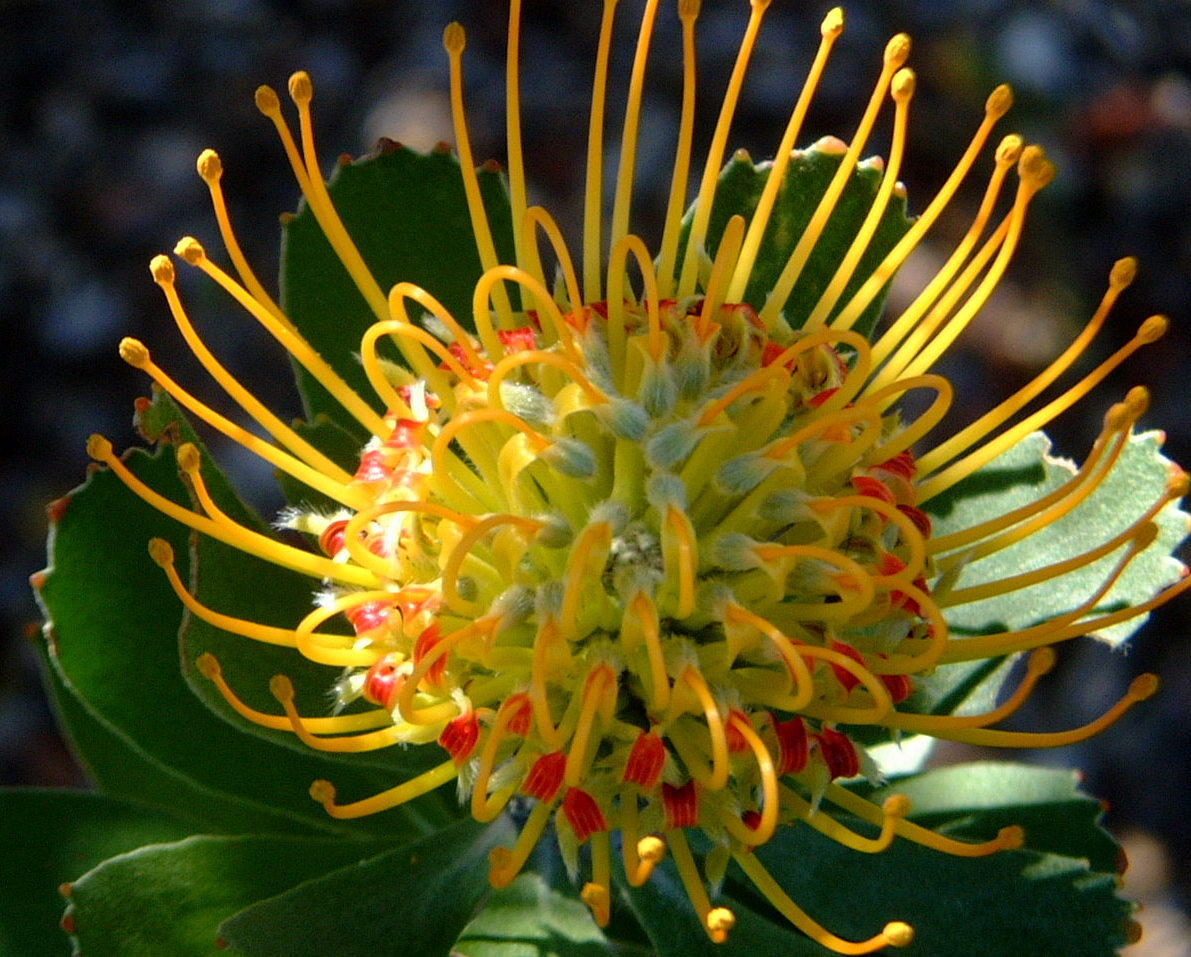
L. praecox
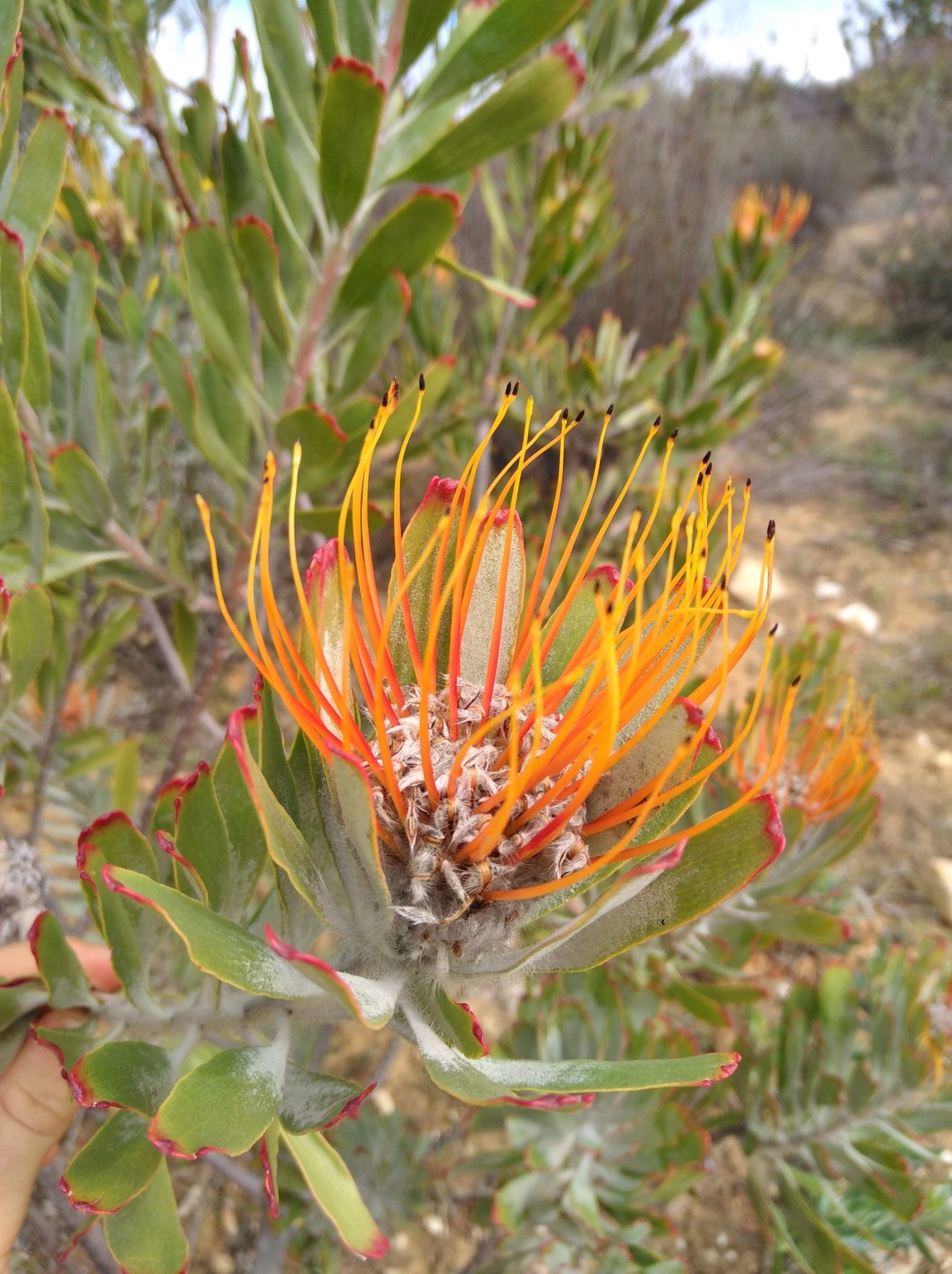
L. praemorsum
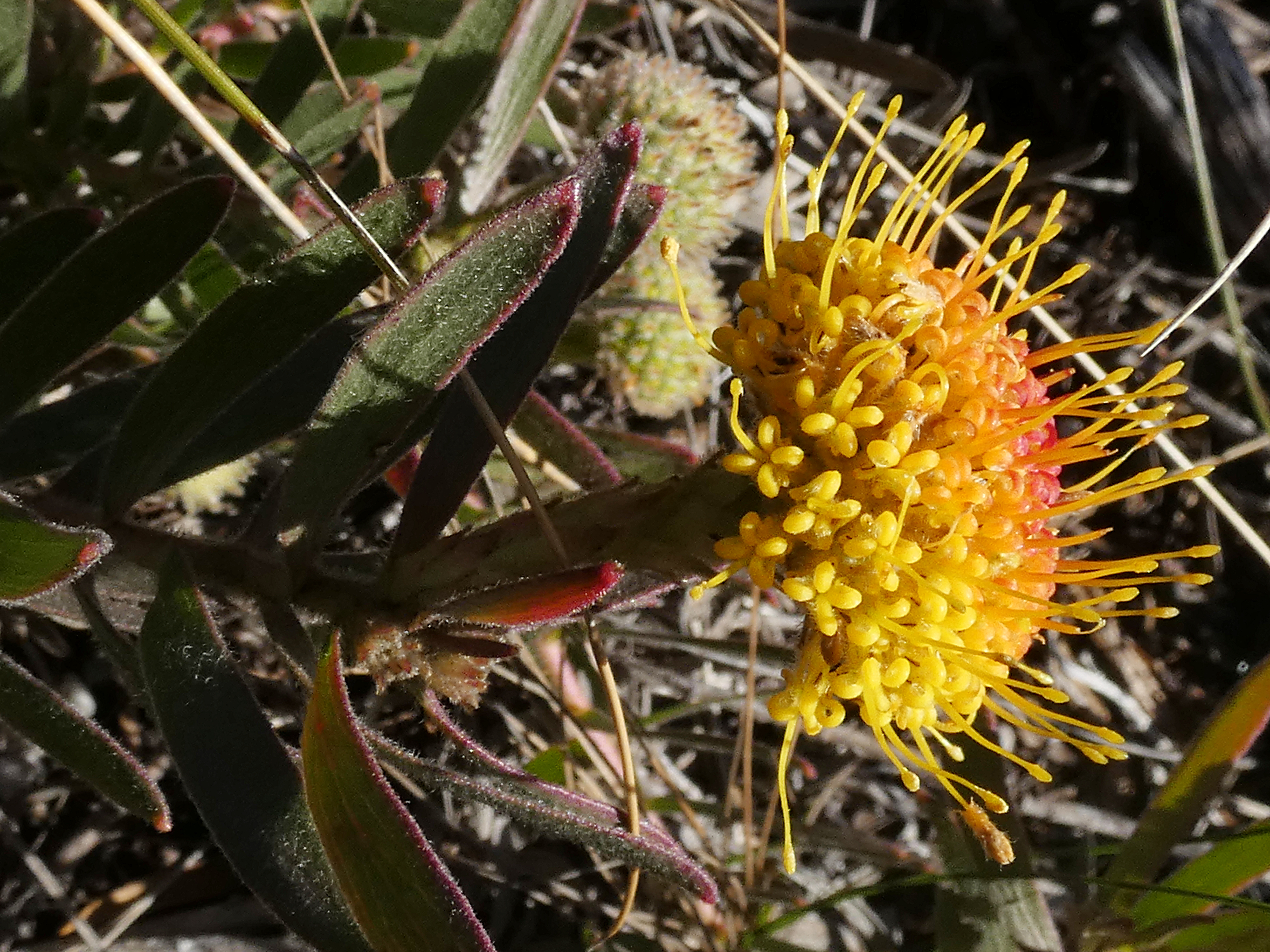
L. prostratum
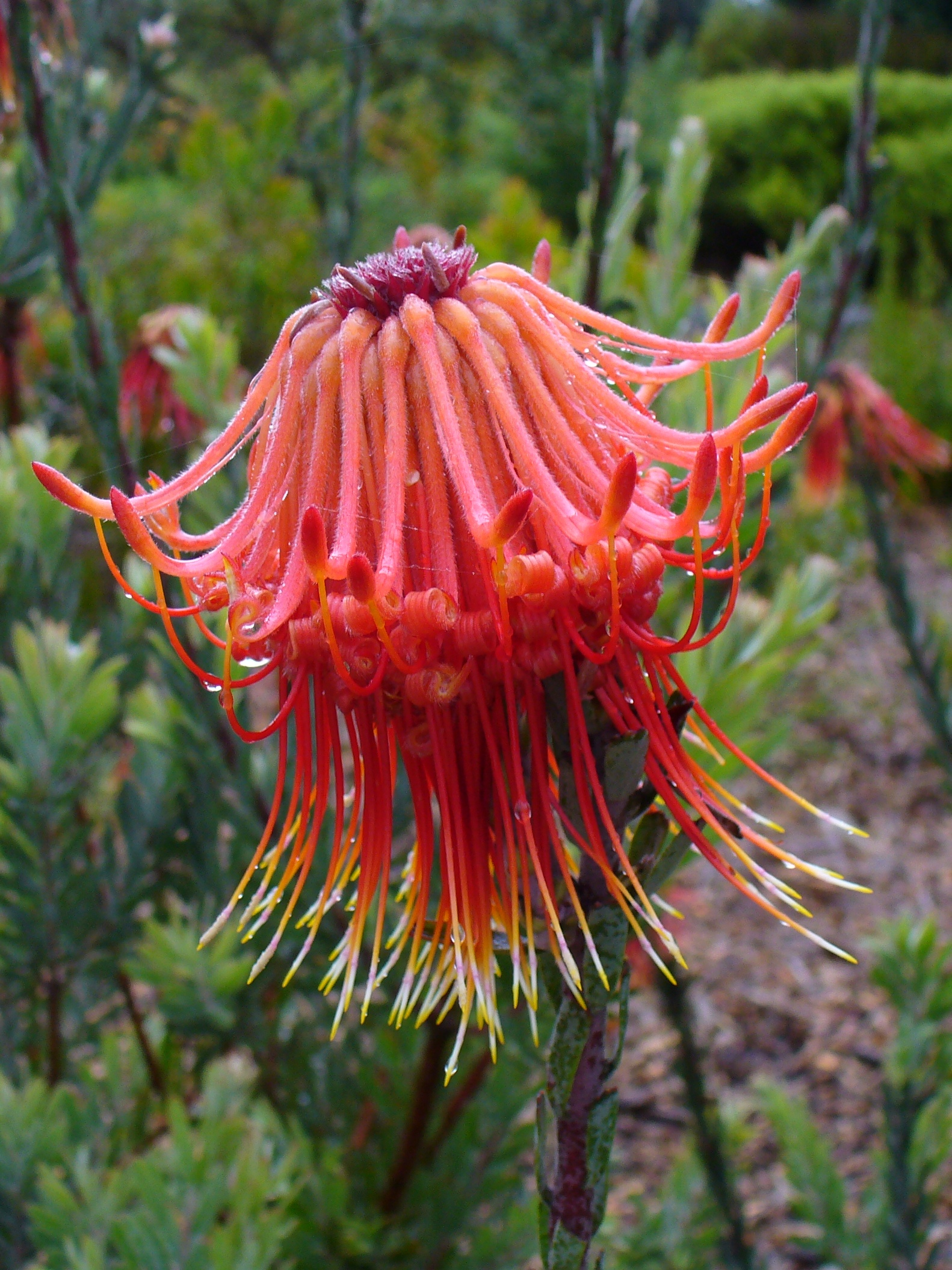
L. reflexum
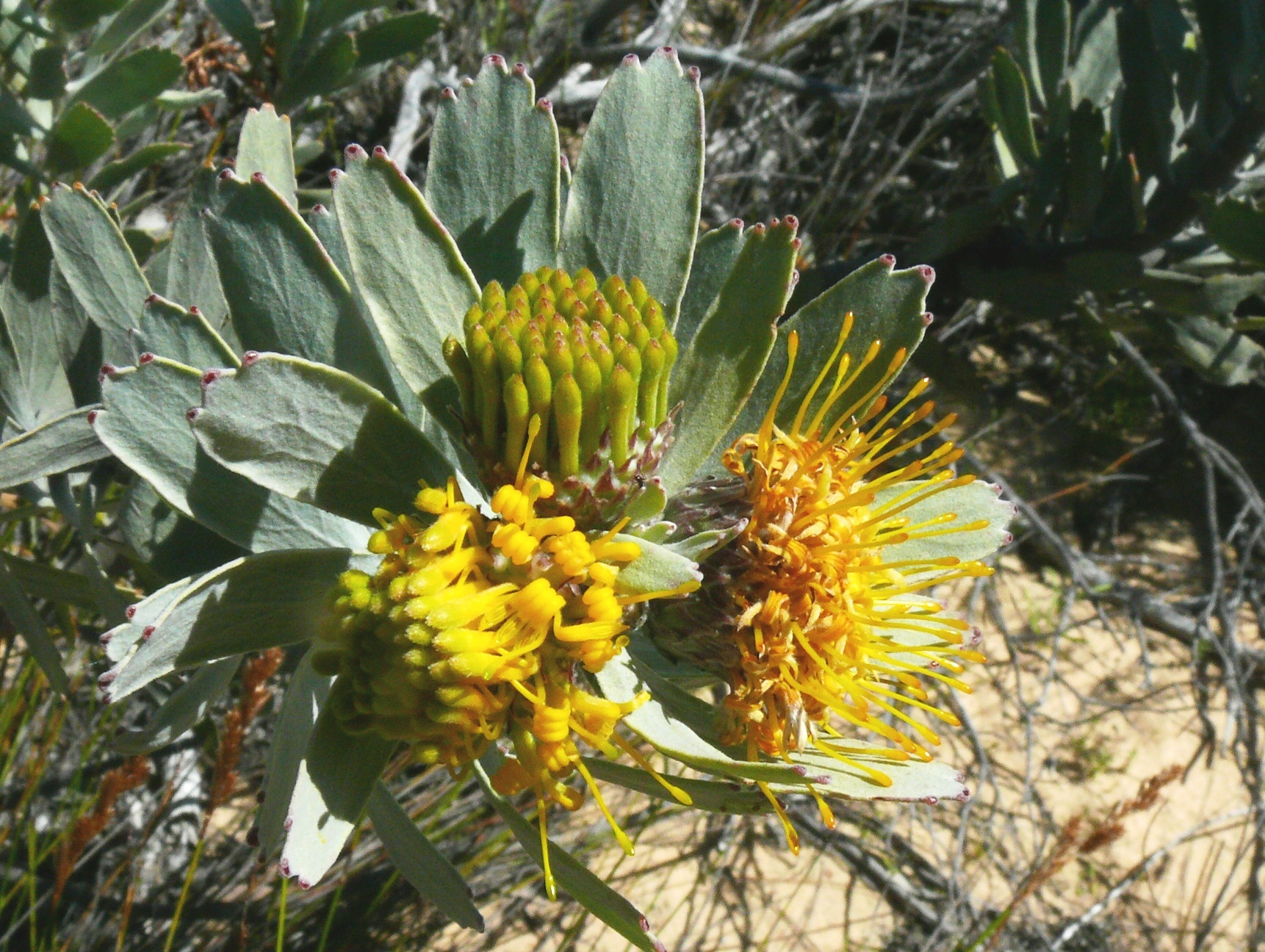
L. rodolentum
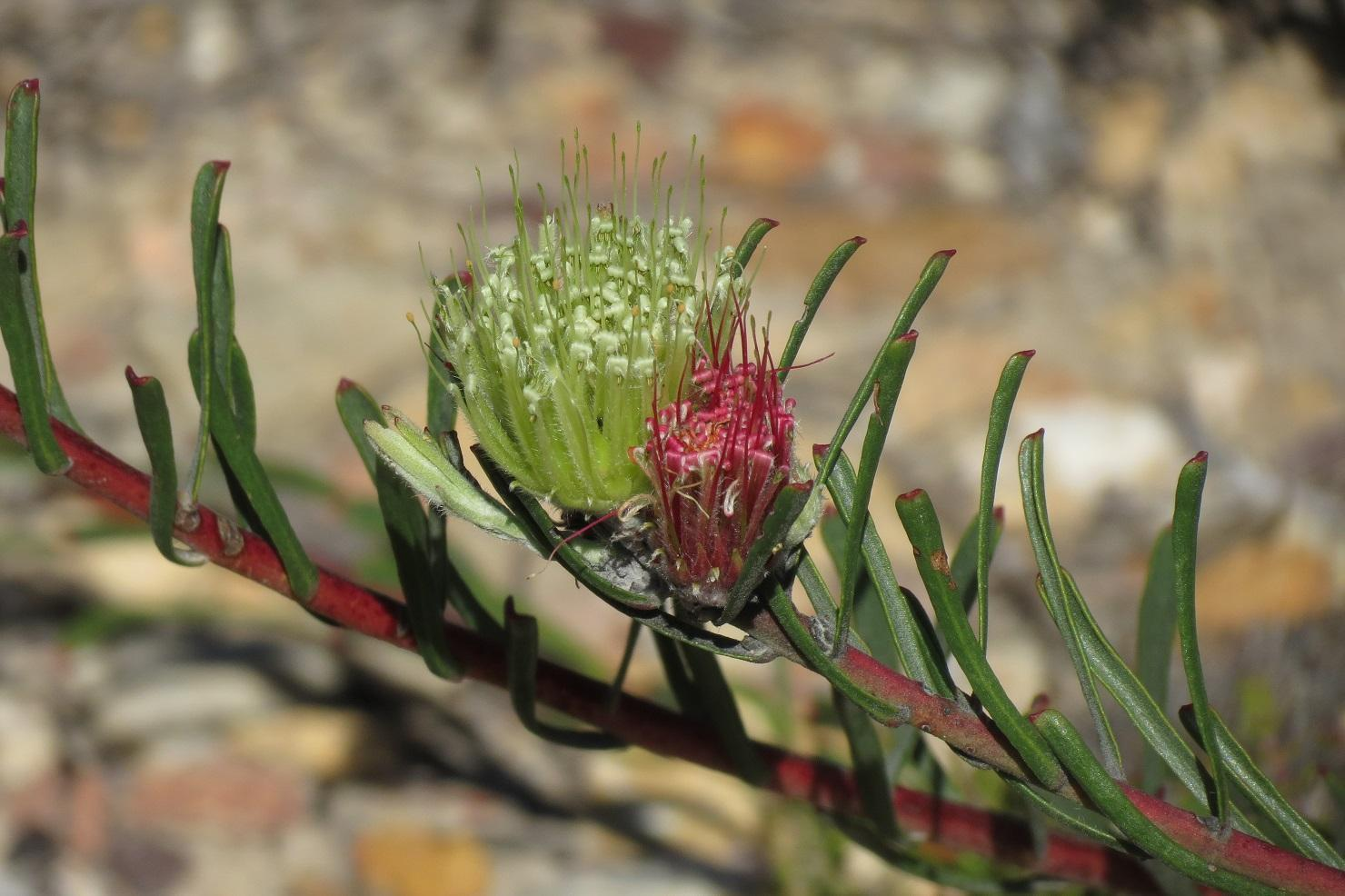
L. saxatile
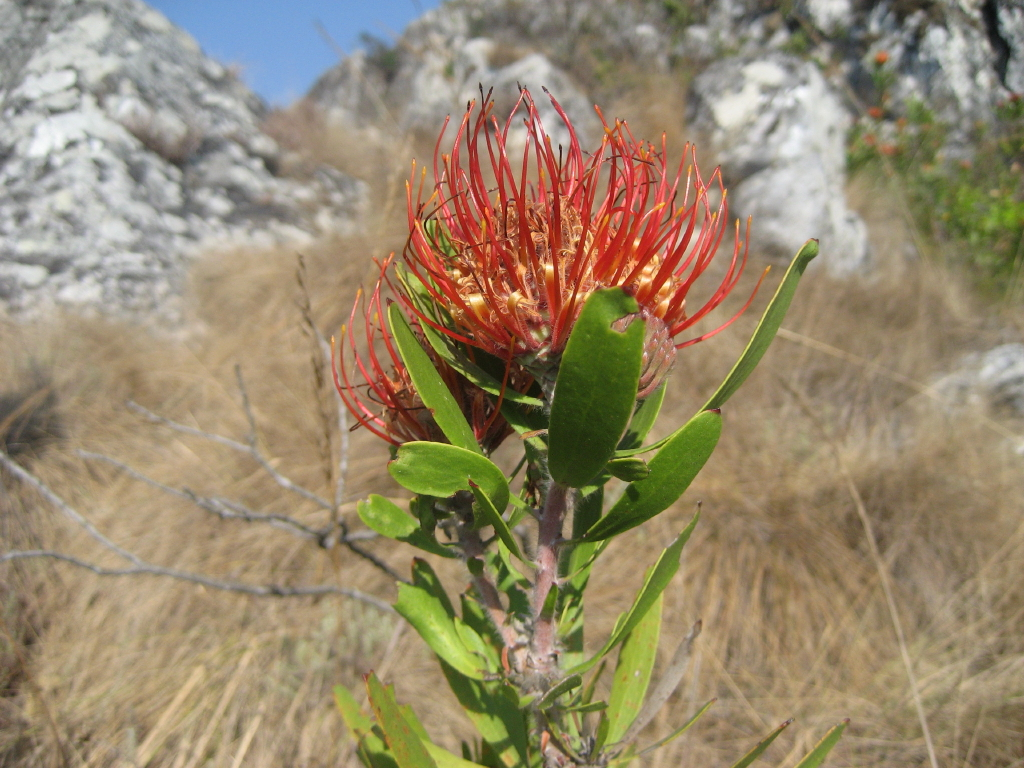
L. saxosum
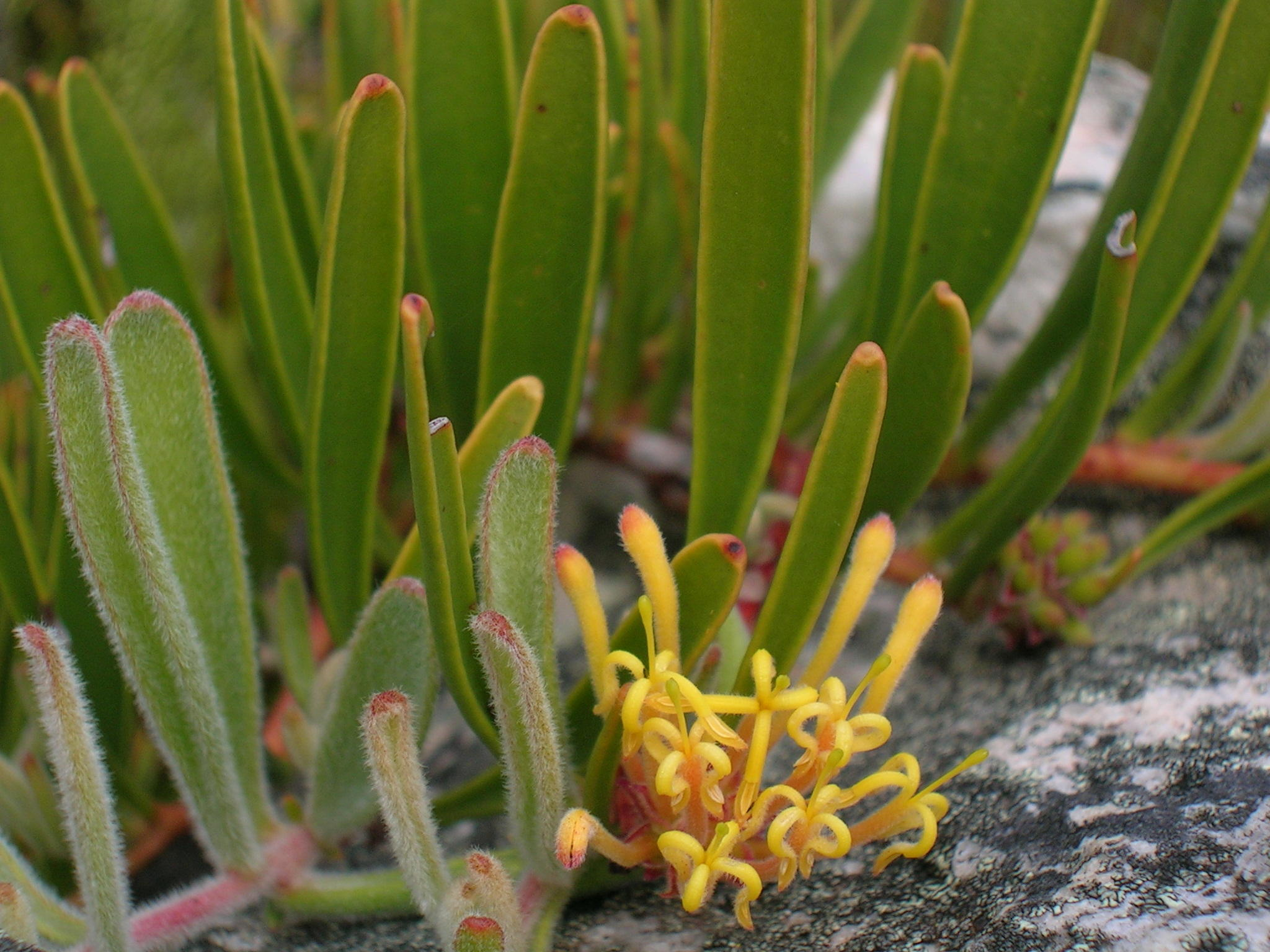
L. secundifolium
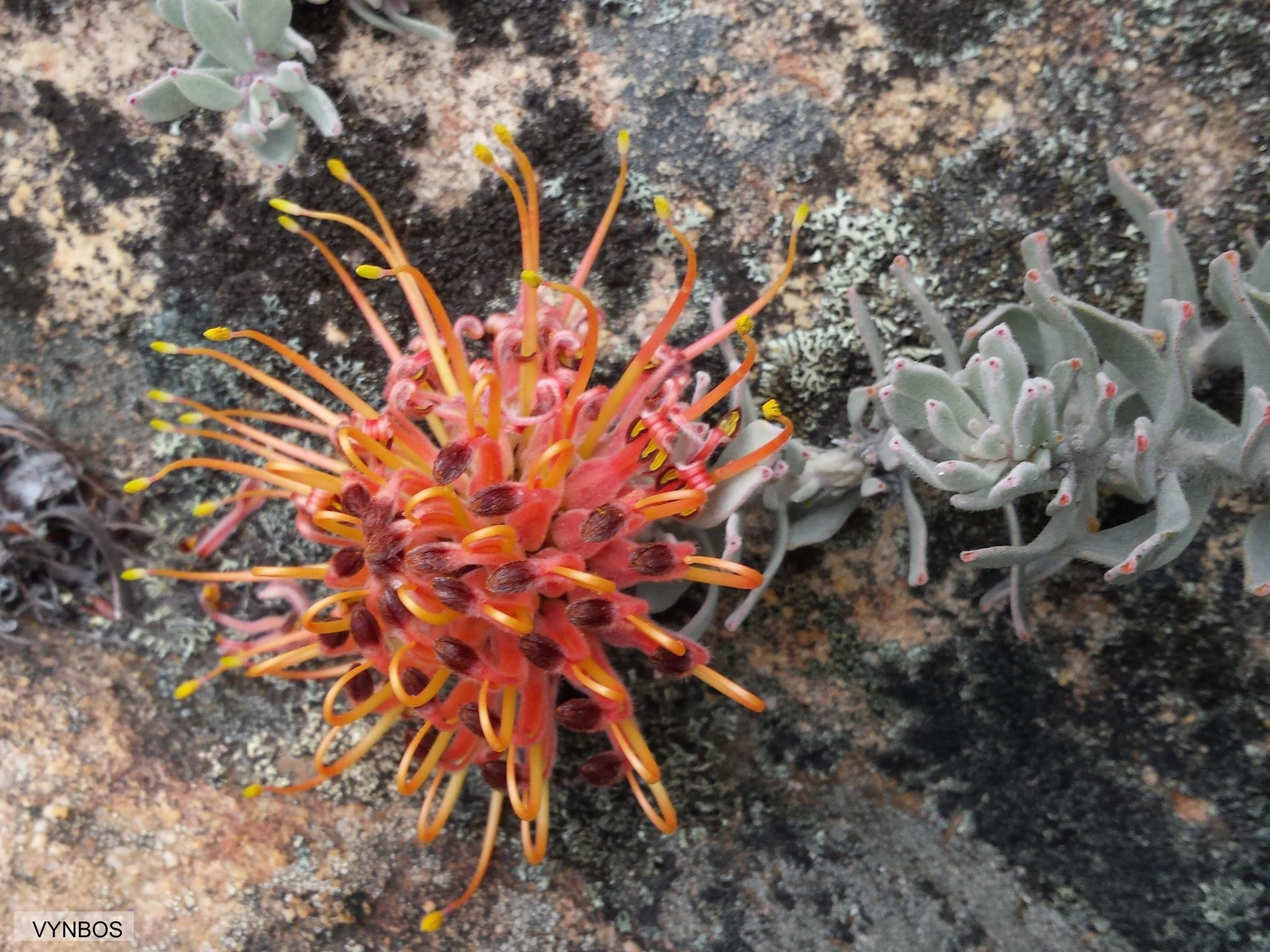
L. spathulatum
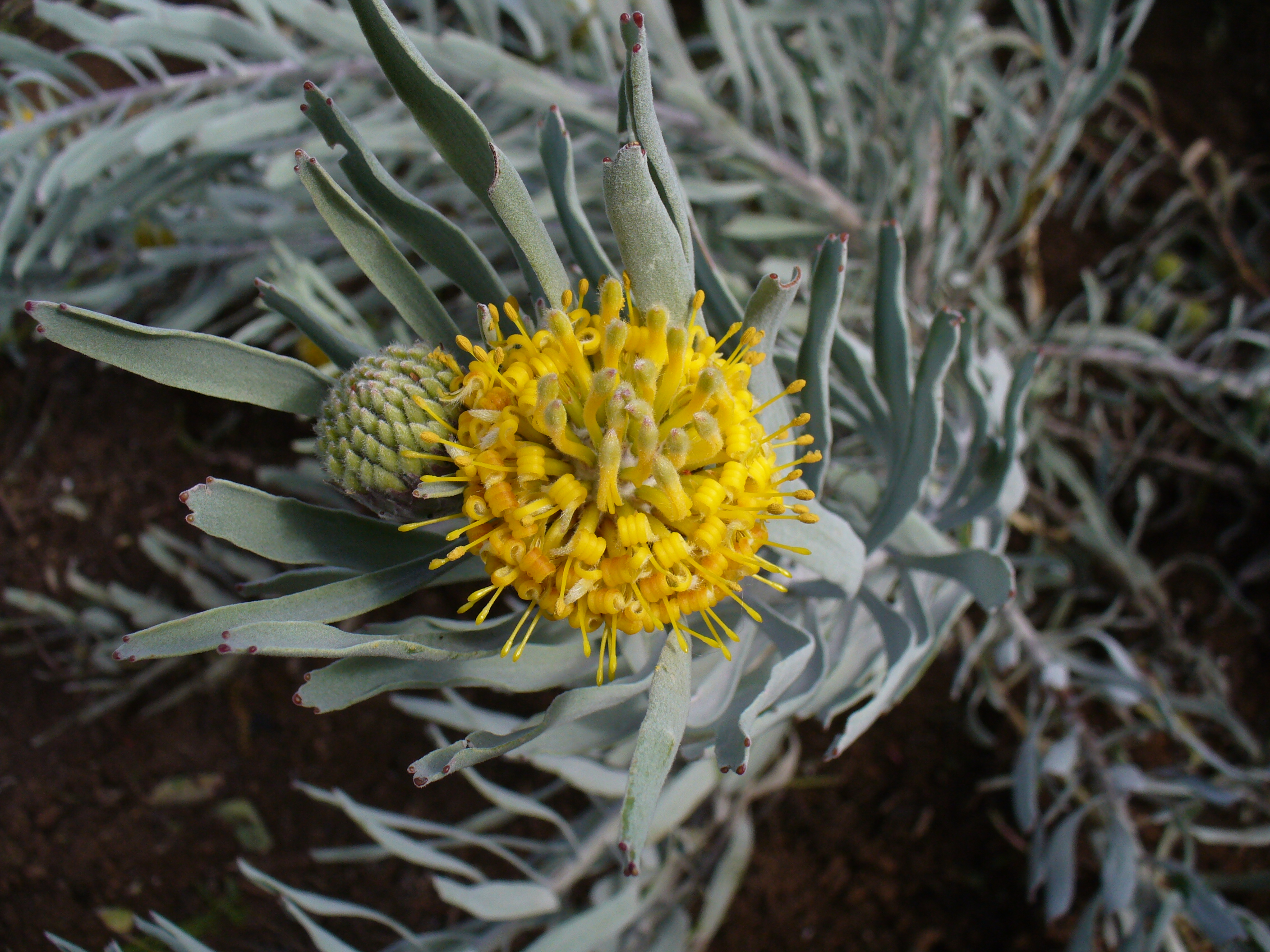
L. tomentosum
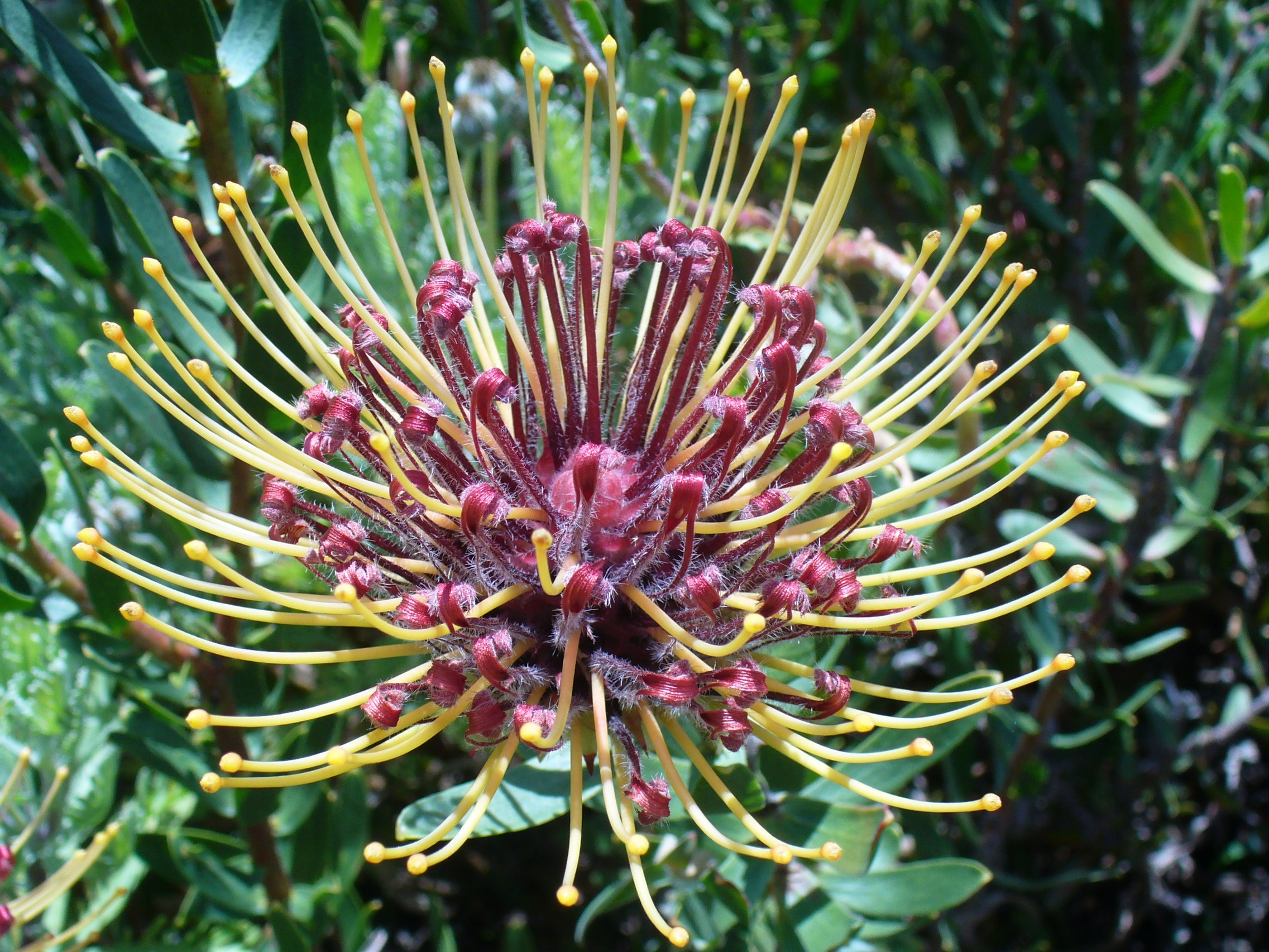
L. tottum
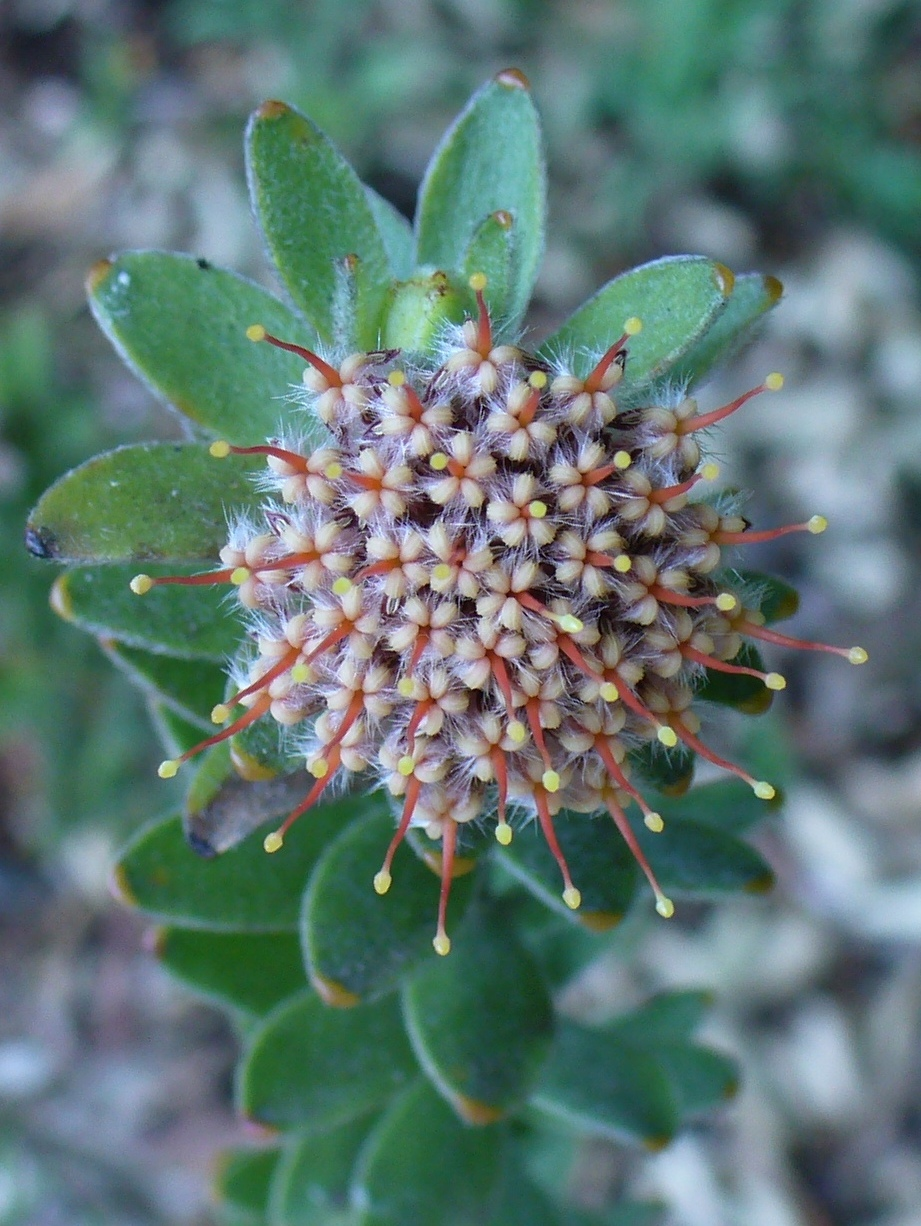
L. truncatulum
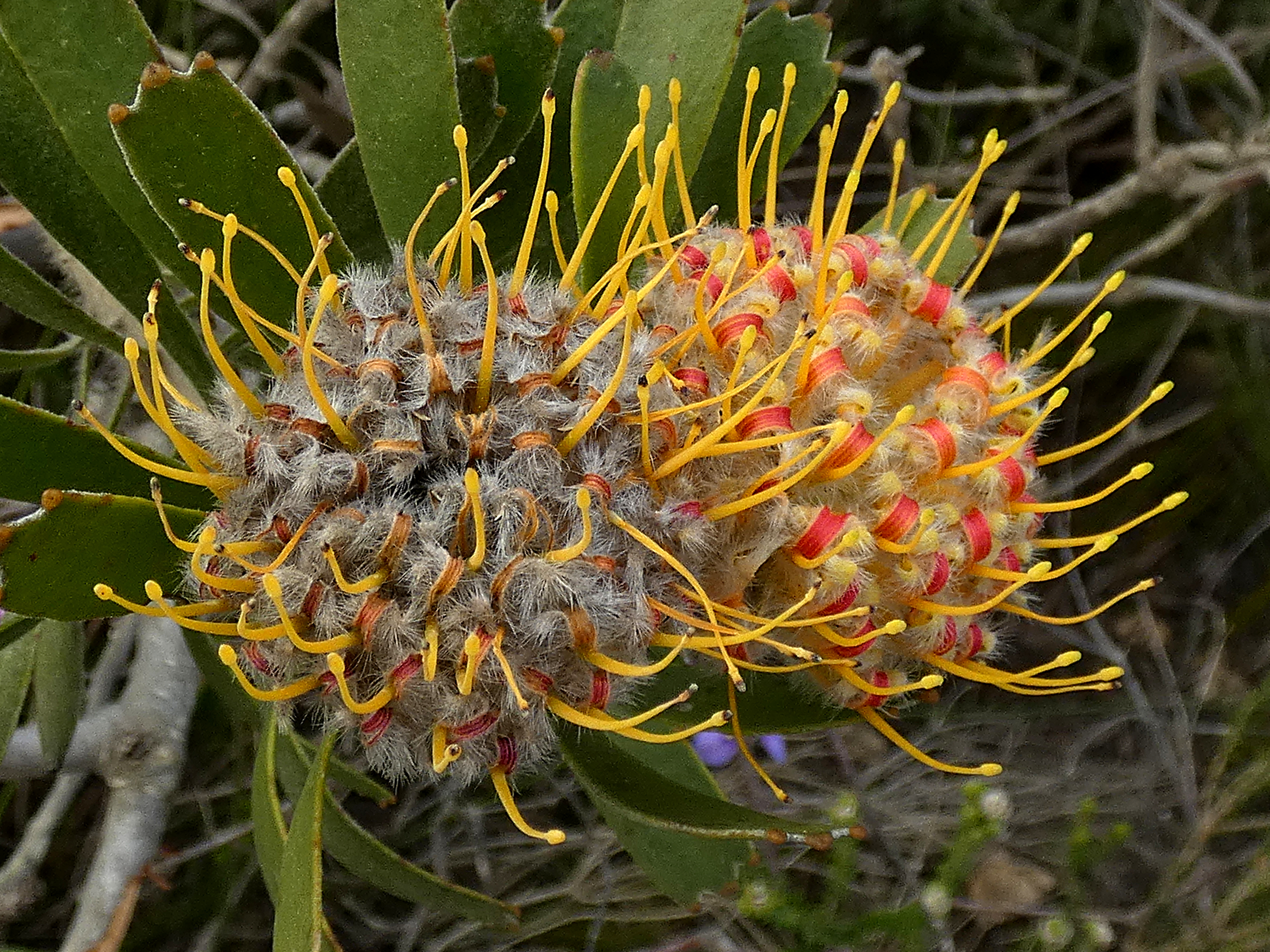
L. truncatum
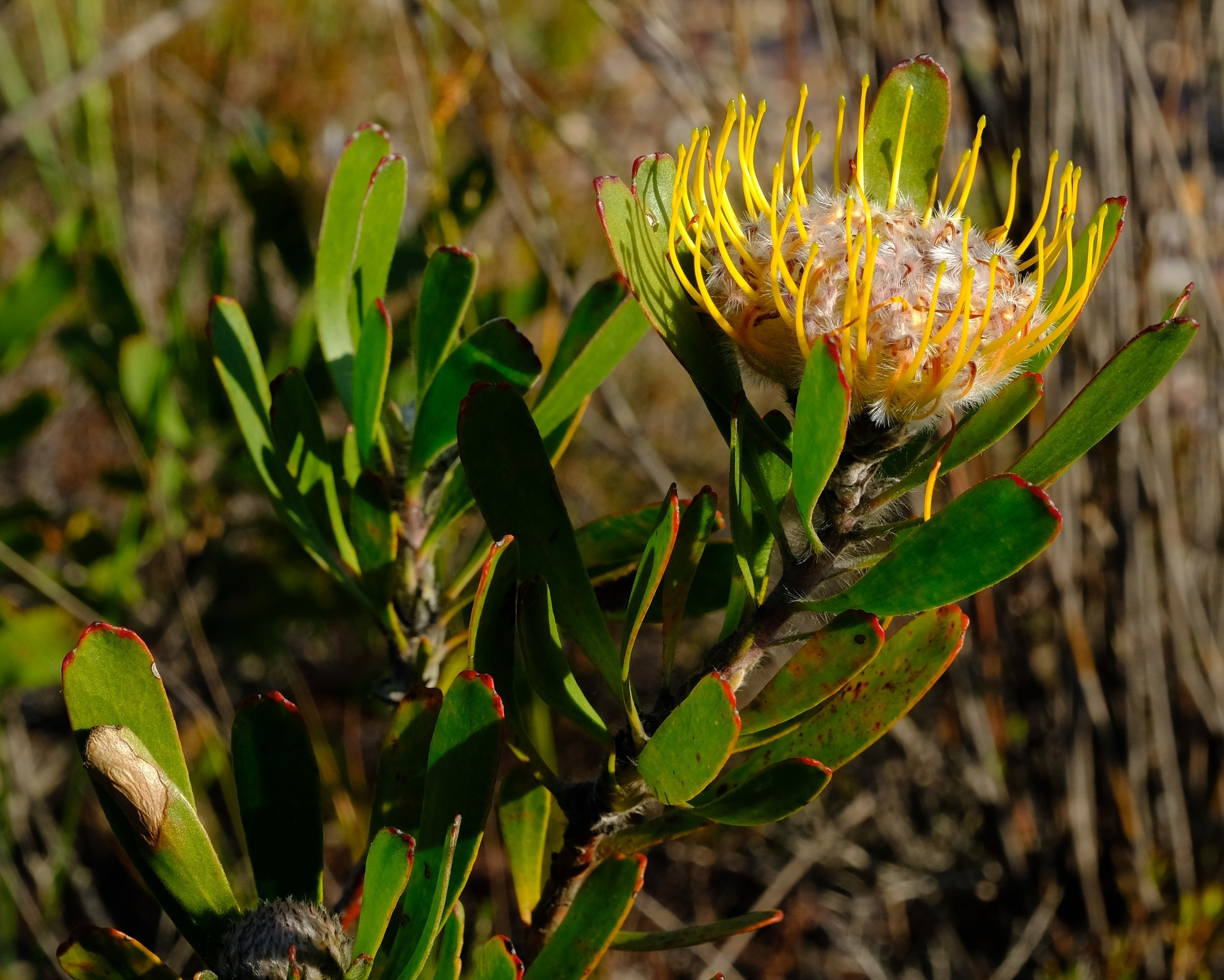
L. utriculosum
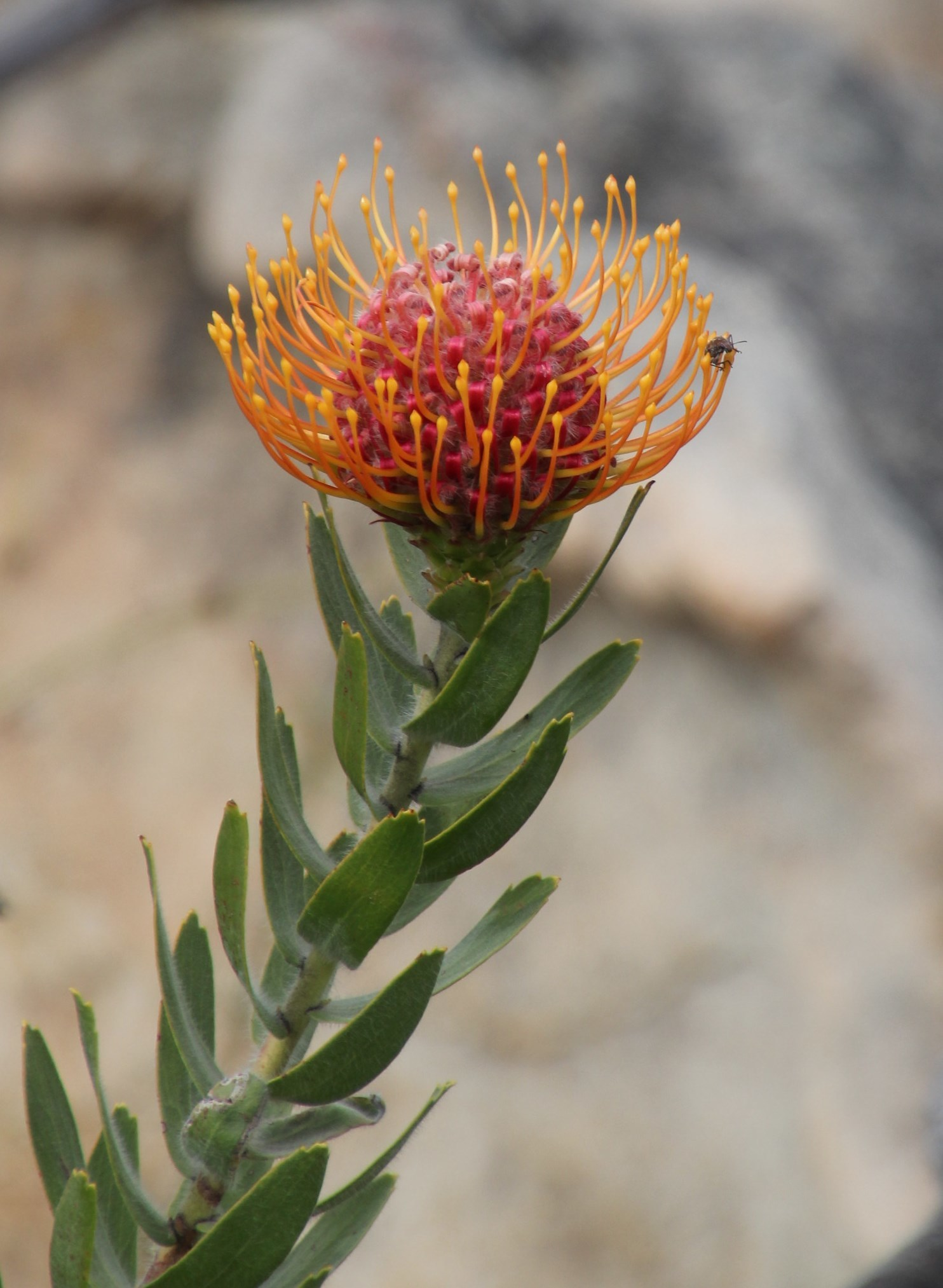
L. vestitum
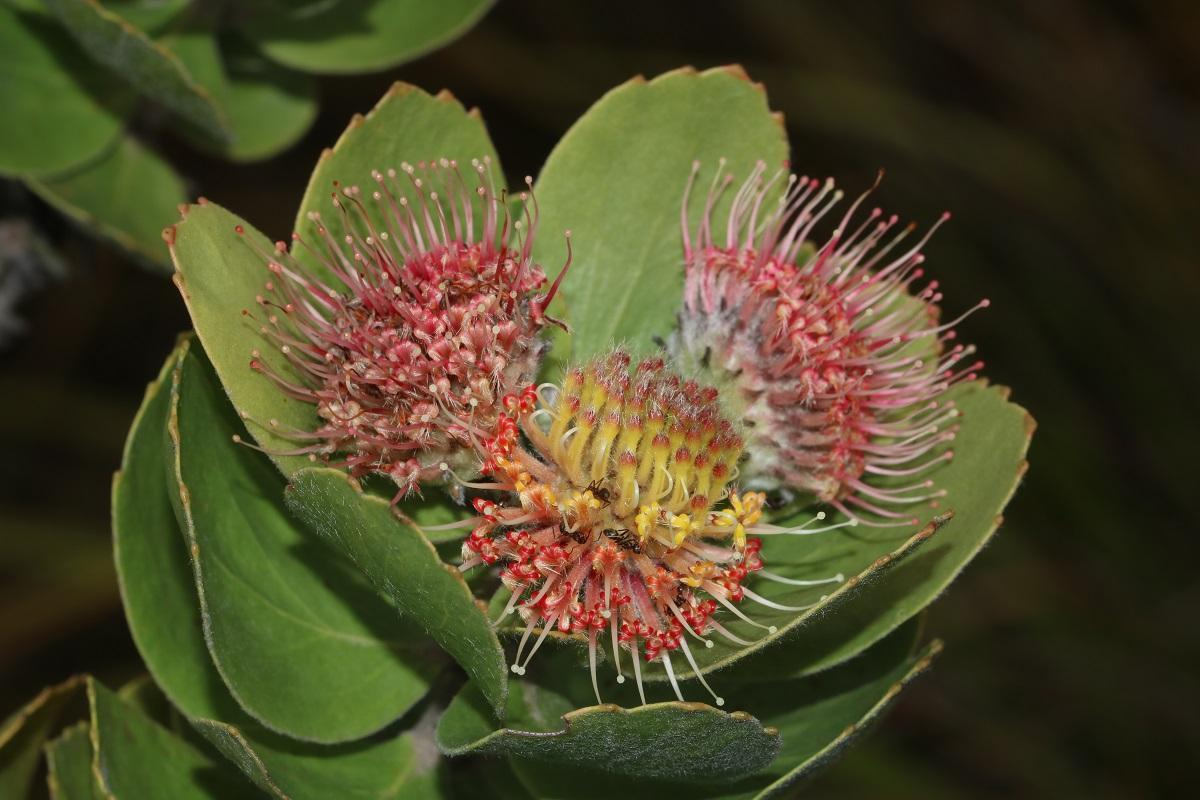
L. winteri
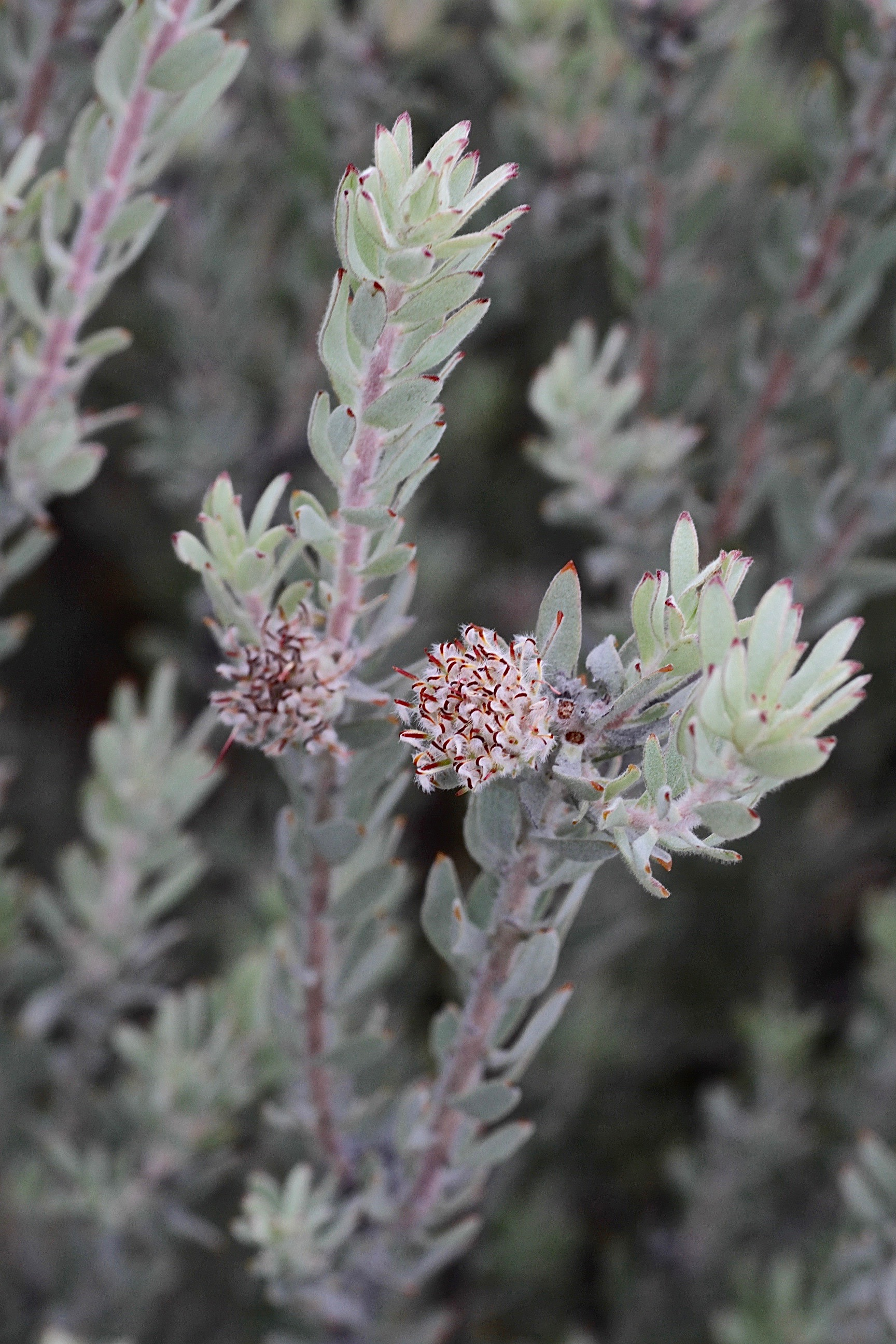
L. witte-bergense

### Opnieuw toegewezen soorten
Sommige soorten die oorspronkelijk werden beschreven als behorende tot, of verplaatst naar  Leucospermum  of een van zijn synoniemen, die sindsdien opnieuw toegewezen zijn aan een ander geslacht, zijn de volgende:
- L. alpinum subsp. alpinum = Vexatorella alpina
- L. alpinum subsp. amoenum = Vexatorella amoena
- L. glaberrimum = Leucadendron glaberrimum
- L. involucratum = Leucadendron salignum
- L. marginatum = Leucadendron spissifolium
- L. obtusatum = Vexatorella obtusata
- L. ovatum = Protea longiflora
- L. rochetianum = Faurea rochetiana
- L. zwartbergense = Leucadendron dregei

## Verspreidingsgebied

Verspeidingsgebied Leucospermum

Speldenkussens zijn alleen te vinden in een smal gebied van de zuidwestelijke Kaap, langs de Great Escarpment naar het oosten van Transvaal en Swaziland, en twee afgelegen gebieden, een in het Chimanimani-gebergte aan de grens tussen Zimbabwe en Mozambique, en de andere in Namakwaland. Alleen L. gerrardii, L. innovans en L. saxosum komen voor buiten de Floraregio van de Kaap. Opmerkelijk is dat 30% van de soorten voorkomt in een smalle strook van ongeveer 200 km langs de zuidkust tussen Hermanus en Witsand. De meeste individuele soorten hebben beperkte verspreidingsgebieden, sommige slechts enkele vierkante km groot.

## Ecologie

### Bestuiving

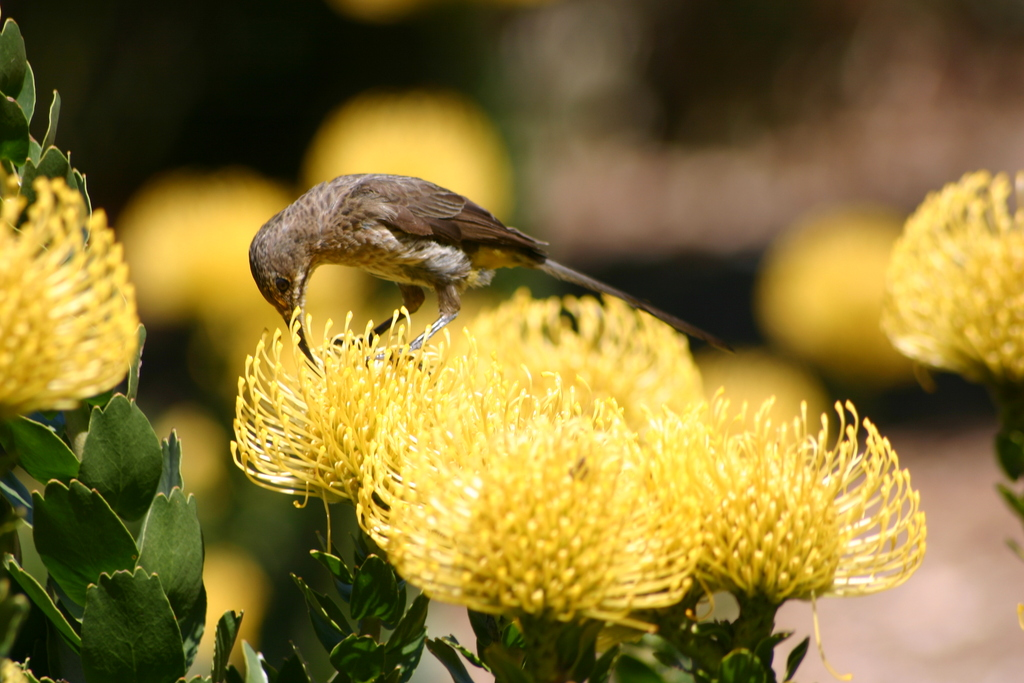
Kaapse suikervogel bezoek een Leucospermum in een tuin

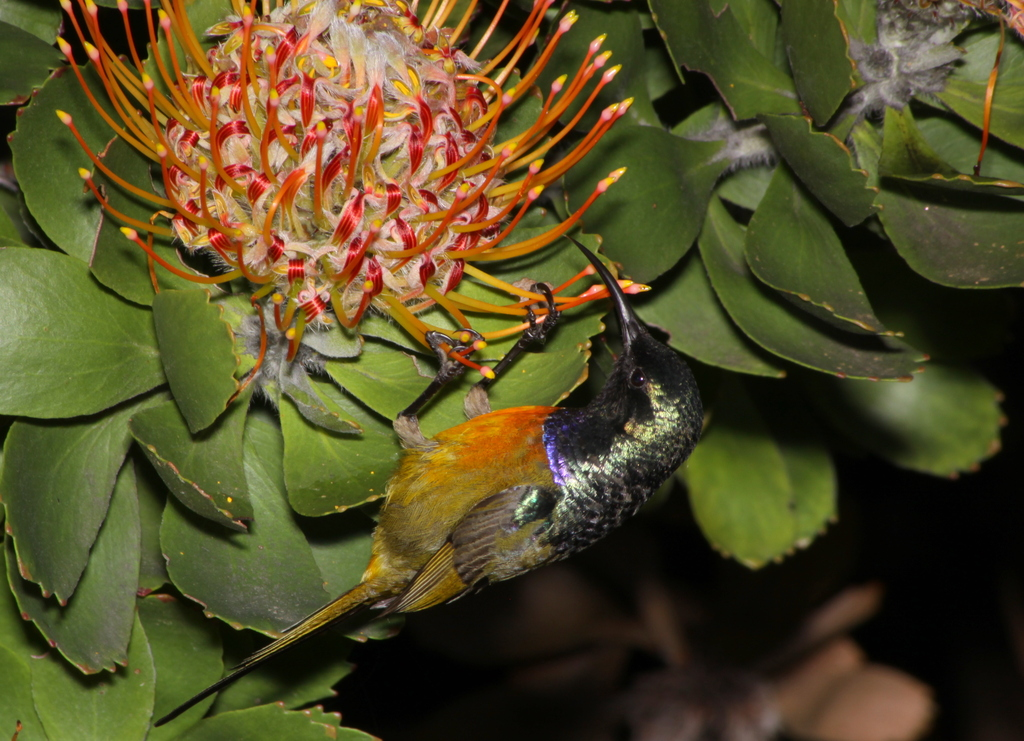
oranjeborsthoningzuiger

Tijdens de bloei steken de verlengde stijlen ver voorbij de bloembuis. Aanvankelijk draagt de punt van de stijl stuifmeel op de verdikte punt, die pollen-presentator wordt genoemd. Het stuifmeel wordt overgebracht op de koppen en lichamen van de vogels, zoogdieren en grote insecten die proberen de rijke, dikvloeibare nectar te bereiken waarmee de bloembuis is gevult. In oudere bloemhoofden van Leucospermum zal het meeste stuifmeel zijn verdwenen en gaat een kleine groef op het uiterste puntje van de stijl open. In de meeste Leucospermum-soorten zijn planten volledig onvruchtbaar voor hun eigen stuifmeel. Zelfs een kleine hoeveelheid stuifmeel van andere exemplaren van dezelfde soort zorgt voor de ontwikkeling van het zaad. De bloemhoofden worden ook bezocht door vele kleine insecten die de bloemen waarschijnlijk niet bestuiven, maar de vogels eten deze insecten in aanvulling op de nectar. Het broedseizoen van de vogels valt samen met het bloeiseizoen van Leucospermum en zowel voor de productie van eieren als voor de groei van de kuikens is een grote hoeveelheid eiwit nodig, die niet in de nectar zit maar wel in de insecten. De Kaapse suikervogel lijkt aanwezig te zijn in alle populaties van niet-kruipende Leucospermum-soorten, maar de emeraldhoningzuiger Nectarinia famosa, de kleine kraaghoningzuiger Cinnyris chalybeus en de oranjeborsthoningzuiger Anthobaphes violacea zijn lokaal ook belangrijke bestuivers. De roodvleugelspreeuw Onychognathus morio en de Kaapse wever Ploceus capensis bezoeken ook regelmatig de bloemhoofden, maar beschadigen de bloembuis om bij de nectar te komen en zijn waarschijnlijk veel minder effectieve bestuivers. Grote rozenkevers, zoals Trichostetha fascicularis, T. capensis, T. albopicta en Anisonyx ursus kunnen zich een tijd lang voeden met Leucospermum nectar en transporteren stuifmeel op hun lange haren. Deze soorten zijn echter slechts gedurende enkele weken per jaar aanwezig, en waarschijnlijk minder belangrijke bestuivers dan de vogels. Verschillende knaagdieren zijn verantwoordelijk voor de bestuiving van Leucospermum-soorten die hun bloemhoofden op grondniveau maken. De Zuid-Afrikaanse renmuis Gerbillurus paeba, en de streepmuis Rhabdomys pumilio zijn gezien om de bloemen van L. arenarium, en beide soorten hadden stuifmeel op voorhoofd en borst. De nectar van L. arenarium is extra dik en te vinden in de toppen van de bloemdeklobben. Hier kunnen muizen het aflikken zonder de bloemen te beschadigen. De nectar wordt geproduceerd door de schubben die onder het vruchtbeginsel staan, net als in andere Leucospermum-soorten, maar wordt door capillaire werking naar de toppen van het bloemdek getransporteerd.

### Zaadverspreiding
De vrucht van Leucadendron is een noot met slechts één holte, die niet opengaat. De vruchten bestaan gedeeltelijk uit een witachtige, vlezige of gelatineuze vruchtwand, een zogenaamd mierenbroodje, dat mieren aantrekt omdat ze chemicaliën bevatten die feromonen nabootsen. Nadat de nootjes uit de plant vallen, worden ze verzameld door mieren, meestal van het geslacht Anoplolepis, die ze naar hun nest dragen door hun kaken in het vlezige mierenbrood te bijten. Eenmaal in de ondergrondse nesten, wordt het mierenbrood opgegeten. De gladde en harde zaden die overblijven, passen niet tussen de kleine kaken van de mieren en worden achtergelaten, beschermd tegen vuur en zaadeters. Het op peil blijven van de kwaliteit van de zaden wordt verder versterkt door fungicides en antibacteriële stoffen die de mieren afscheiden om hun nesten gezond te houden. In het fynbos wordt deze strategie door veel plantensoorten gebruikt om het vuur te overleven. Invasieve miersoorten, zoals in Zuid-Afrika Linepithema humile (Argentijnse mier), vernietigen de nesten van de inheemse mieren, en eten de mierenbroodjes direct op waar het zaad is gevallen, zodat het niet beschermd is tegen vuur en gemakkelijk kan worden gevonden en opgegeten door muizen en vogels.

### Brand

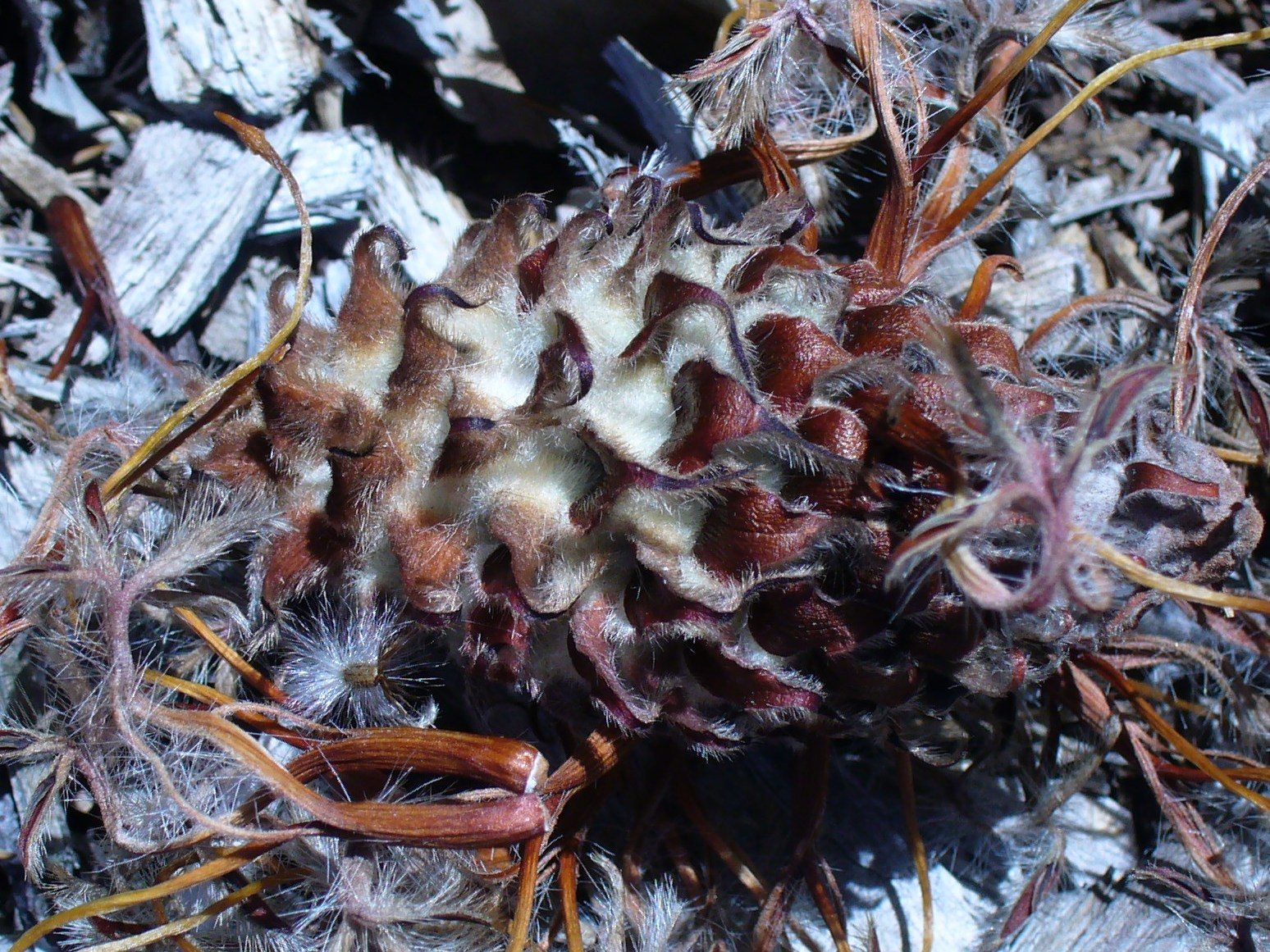
Zaadhoofd van Leucospermum glabrum

Periodieke branden zijn een belangrijke factor in zuidelijk en westelijk Zuid-Afrika. Het optreden van deze branden bepaalt onder andere de verspreiding van het fynbos. Alle soorten die van nature voorkomen in het fynbos hebben aanpassingen die ervoor zorgen dat deze soorten het natuurlijke vuurregime kunnen overleven, maar verschillende soorten hebben verschillende strategieën. Dit geldt ook voor de soorten van het geslacht Leucospermum, zelfs voor de paar die buiten het fynbos voorkomen. Een grote meerderheid van Leucospermum-soorten wordt door het vuur gedood omdat deze een enkele stengel hebben die alleen hoger op vertakt en bedekt zijn door een vrij dunne schors. Een jaar na de brand zijn echter veel zaailingen opgekomen. Alle exemplaren binnen het gebied waar de meest recente brand heeft gewoed, zijn daarom van dezelfde leeftijd. Na drie tot vier jaar beginnen deze planten te bloeien en zaden te produceren, die nog niet ontkiemen, maar in de zaadbank blijven, totdat ze geactiveerd worden na een brand. Exemplaren die tot deze soorten behoren, zijn onderhevig aan biologische veroudering en verliezen hun vitaliteit. De maximale levensverwachting verschilt tussen vijfentwintig en dertig jaar in kleinere soorten zoals L. truncatulum en L. oleifolia, tot vijftig tot tachtig jaar in L. praemorsum. Voor deze groep soorten is vuur een voorwaarde om te verjongen en zo de bevolking te behouden. Als de branden echter zo vaak voorkomen als om de twee of drie jaar, raakt de aardezaadbank leeg omdat er geen nieuwe zaden worden toegevoegd en de soort plaatselijk kan verdwijnen. Een aantal grote soorten (L. conocarpodendron, L. heterophyllum, L. patersonii, L. pedunculatum, L. profugum en L. royenifolium) hebben dikke schors, waardoor ze branden kunnen overleven als deze niet te intens zijn, en dus leven ze vaak langer dan het interval tussen opeenvolgende branden. De overlevingsgraad in deze groep werd geschat op 30−50%. Omdat het vuur lagere takken vernietigt, vindt de hergroei alleen plaats vanaf de hogere takken en krijgen de planten een paraplu-vorm. Een kleinere groep Leucospermum-soorten heeft een effectievere methode om brand te overleven. Bovengrondse delen van deze soorten sterven af, maar nieuwe scheuten verschijnen rechtstreeks uit de houtige wortelstokken in de grond. Dit mechanisme is het best ontwikkeld in de soort van de sectie Crassicaudex (L. cuneiforme, L. gerrardii, L. innovans en L. saxosum) die meestal buiten het fynbos voorkomen, in gebieden met dominante zomerregenval waar branden vaker voorkomen, maar is ook aanwezig in L. hypophyllocarpodendron, L. prostratum en L. tomentosum. Het overlevingspercentage in deze groep wordt geschat op 95% of meer. De jonge planten van deze soorten kunnen worden onderscheiden vanwege de overvloedige ontwikkeling van zijtakken die zich zeer laag op de primaire stengel bevinden.

## Teelt
Gekweekte speldenkussens zijn een belangrijk exportproduct voor Zuid-Afrika en enkele andere landen.  L. conocarpodendron ,  L. cordifolia ,  L. lineare ,  L. patersonii  en  L. vestitum  en verschillende hybrides worden gebruikt als snijbloemen.